# Rote Kapelle

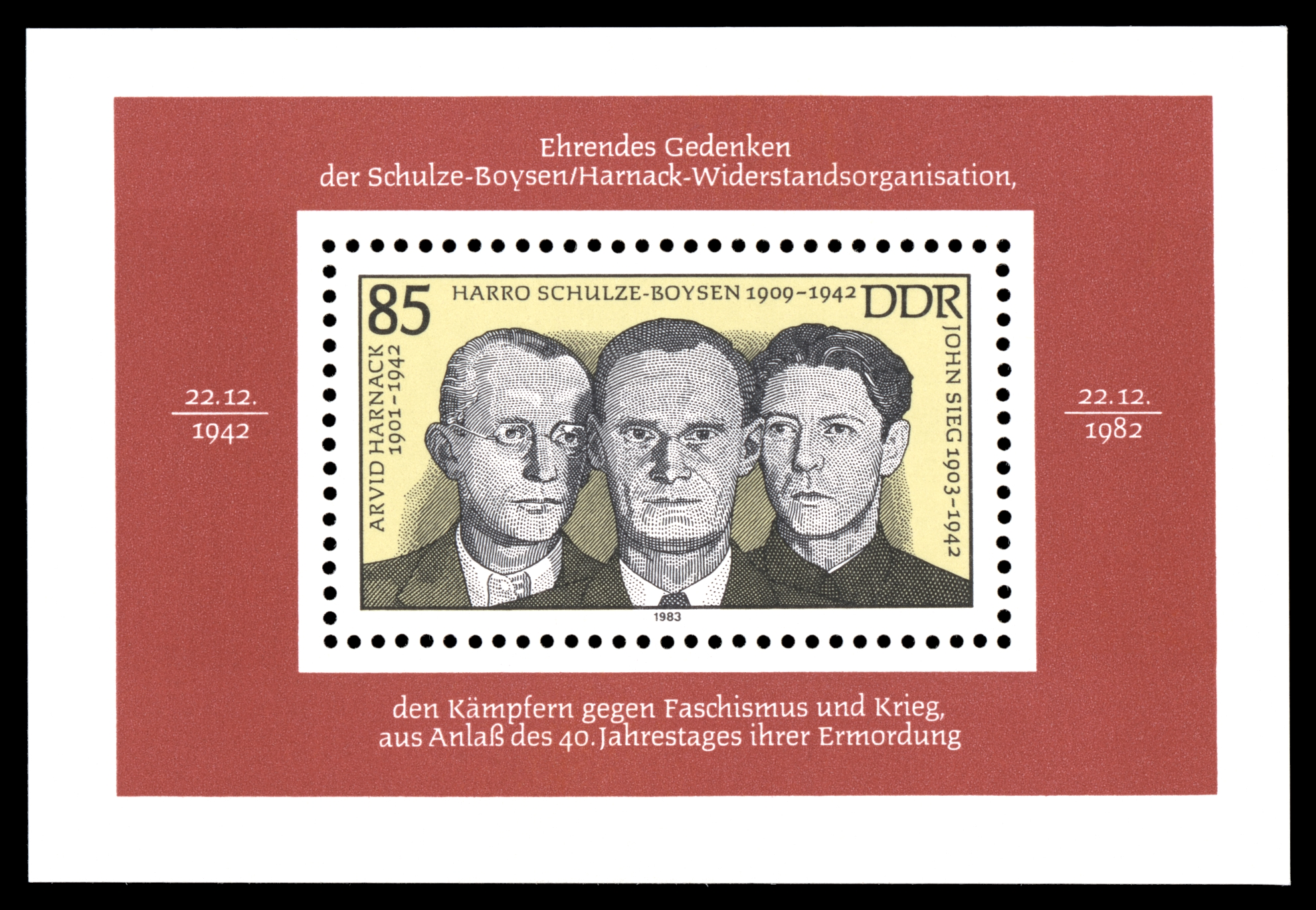
Arvid Harnack, Harro Schulze-Boysen und John Sieg auf einer DDR-Briefmarke vom 22. März 1983

Unter dem Kennwort oder Fahndungsnamen Rote Kapelle ermittelte die Gestapo im Zweiten Weltkrieg gegen Gruppen, die Widerstand gegen den Nationalsozialismus leisteten. „Rot“ stand für kommunistisch, „Kapelle“ für eine Gruppe von Funkern. Dazu gehörten deutsche Freundeskreise um Harro Schulze-Boysen, Arvid Harnack, Ilse Stöbe und weitere in Berlin/Brandenburg sowie unabhängig von diesen auch nachrichtendienstliche Widerstandsgruppen in Paris und Brüssel, die Leopold Trepper im Auftrag des sowjetischen militärischen Nachrichtendienstes (GRU) aufgebaut hatte. Entgegen der von der Gestapo erfundenen Legende war die „Rote Kapelle“ weder kommunistisch gelenkt noch unter einheitlicher Leitung, sondern ein Netz einzelner Gruppen und Personen aus unterschiedlichen Regionen. Namentlich bekannt sind bis heute ca. 400 Personen der „Roten Kapelle“. Sie druckten Flugblätter, halfen Juden und Oppositionellen und dokumentierten die Verbrechen des NS-Regimes.

## Name
„Rote Kapelle“ (Kapelle im Sinne von Orchester) war ein Fahndungs- und Sammelname der Gestapo und Funkabwehr in der Wehrmacht, den letztere seit Beginn des Deutsch-Sowjetischen Krieges für NS-Gegner mit vermuteten oder, im Fall der Pariser und Brüsseler Gruppen, tatsächlichen Funkkontakten zur Sowjetunion verwendete.

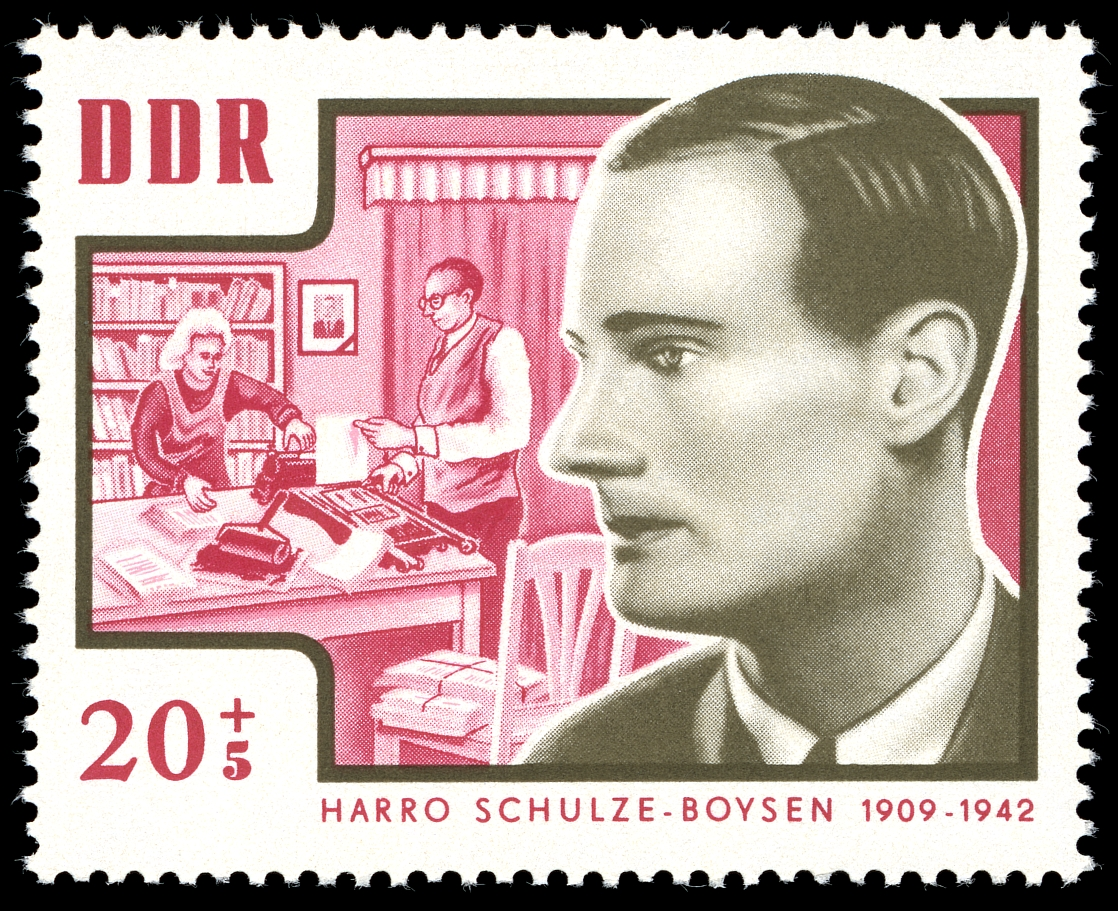
Harro Schulze-Boysen auf einer DDR-Zuschlagsmarke (1964)

Erst nachdem die Abwehr im August 1942 Funksprüche entschlüsselt hatte, in denen deutsche Namen auftauchten, brachte die Geheime Staatspolizei auch diese Personen, ihre Angehörigen und Freunde damit in Verbindung. Zu ihrer Bezeichnung schrieb Stefan Roloff 2002:

„Wegen ihres Kontaktes mit den Sowjets wurden die Brüsseler und Berliner Gruppen von der Spionageabwehr und der Gestapo unter dem irreführenden Namen Rote Kapelle zusammengefasst. Ein Funker, der mit seinen Fingern Morsecodezeichen klopfte, war in der Geheimdienstsprache ein Pianist. Eine Gruppe von ,Pianisten‘ bildete eine ,Kapelle‘, und da die Morsezeichen aus Moskau gekommen waren, war die ,Kapelle‘ kommunistisch und damit rot. Durch dieses Missverständnis wurde die Basis gelegt, auf der die Widerstandsgruppe später als den Sowjets dienende Spionageorganisation in der Geschichtsschreibung behandelt wurde, bis das zu Beginn der 1990er Jahre korrigiert werden konnte. Das von der Gestapo geschaffene Organisationskonstrukt Rote Kapelle hat in dieser Form nie existiert.“

Hans Coppi junior betonte in seiner Quellenforschung 1996 auch im Blick auf die westeuropäischen Gruppen:

„Ein von Leopold Trepper geleitetes Netz der ‚Roten Kapelle‘ in Westeuropa existierte also nicht. Die verschiedenen Gruppen in Belgien, Holland und Frankreich arbeiteten weitgehend unabhängig voneinander.“

Die Historiker der Gedenkstätte Deutscher Widerstand erklärten:

„Die Gestapo ermittelt[e] unter dem Sammelnamen ‚Rote Kapelle‘ [gegen das Netzwerk] und [wollte es] vor allem als eine Spionageorganisation der Sowjetunion beurteilt wissen. Diese Bezeichnung, die die Gruppen um Harnack und Schulze-Boysen auf Kontakte zum sowjetischen Nachrichtendienst reduziert, prägt auch noch nach 1945 das Beweggründe und Ziele verfälschende Bild in der deutschen Öffentlichkeit.“

 Tatsächlich zeigen die Ermittlungsakten, wie irritiert die Gestapo selbst über ihre unter dem Namen „Rote Kapelle“ geführten Ermittlungsergebnisse war, die eine vielfältige Zusammensetzung dieser Widerstandsgruppen zeigten. Bei den Frauen und Männern um Harnack und Schulze-Boysen handelte es sich oftmals um Vertreter aus gesellschaftlichen Kreisen, von deren Loyalität gegenüber dem NS-Regime sie ausgegangen waren. Sie hatten es hier mit Ministerialbeamten, Wehrmachtsbediensteten und weiteren Funktionsträgern des NS-Staates zu tun, weiterhin vielen Künstlern und deutlich über 40 Frauen. Das entsprach so gar nicht dem gängigen Feindbild, von dem sie ausgingen und das sie statt einer informell zusammengeschlossenen heterogenen Gruppe eine straff organisierte und hierarchisch gegliederte kommunistische Gruppe erwarten ließ.

## Berliner Gruppen und Personen

### Schulze-Boysen/Harnack-Kreis

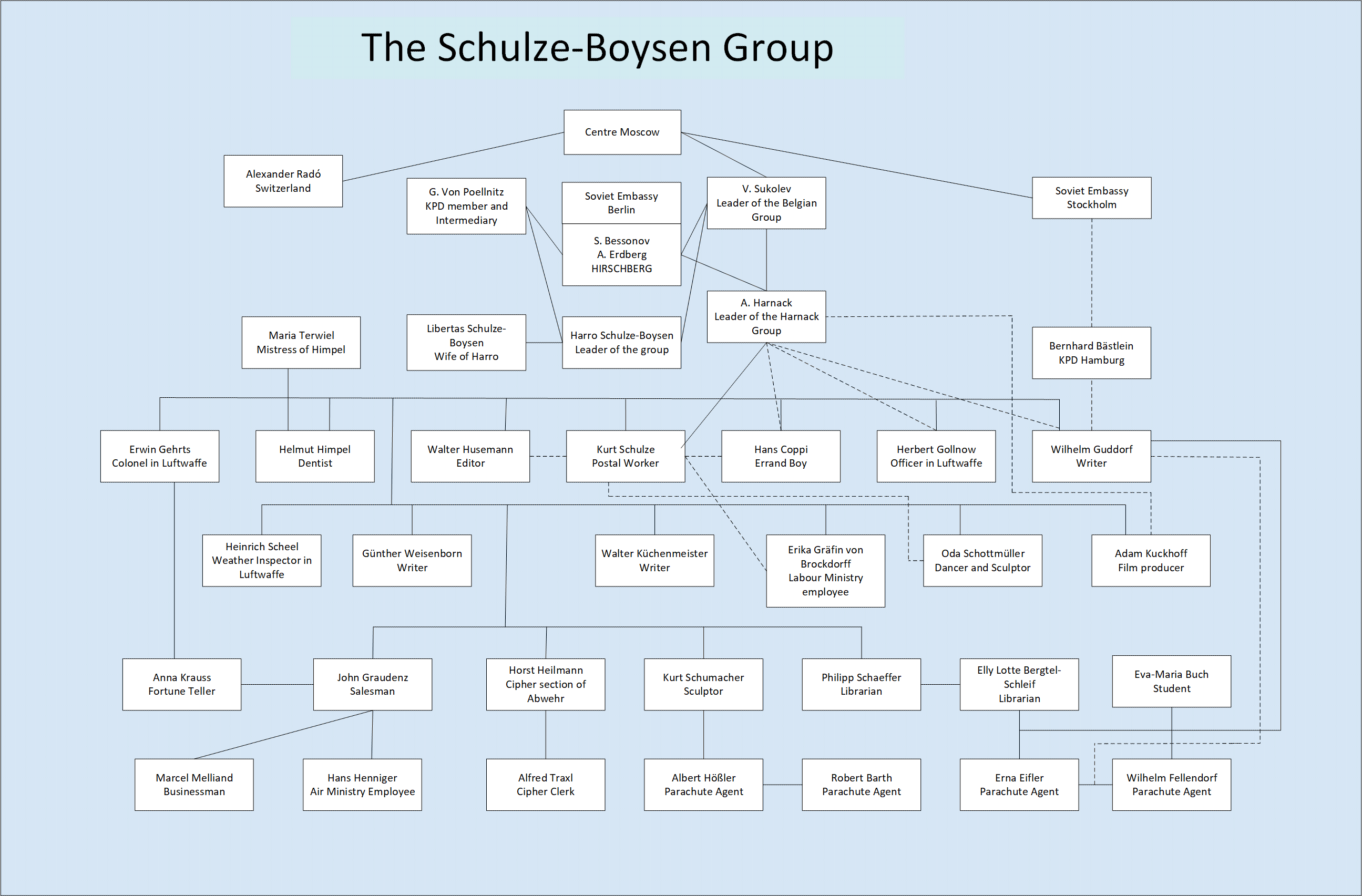
Die Schulze-Boysen-Gruppe in der Darstellung der CIA (1979)

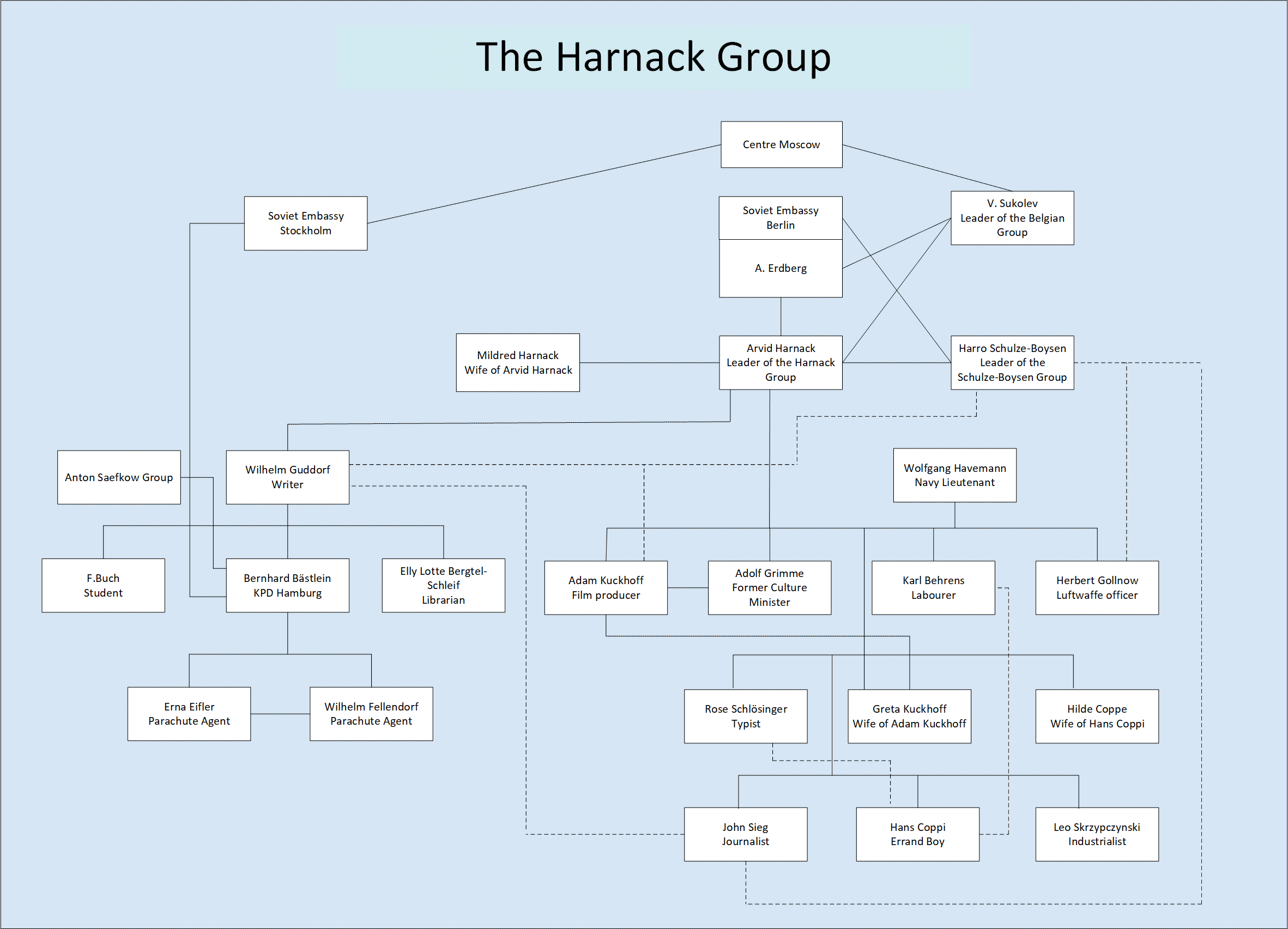
Die Harnack-Gruppe in der Darstellung der CIA (1979)

Unter der vom Reichssicherheitshauptamt benutzten Bezeichnung Rote Kapelle wurde vor allem die Widerstandsgruppen um Harro Schulze-Boysen, Oberleutnant der Luftwaffe, den Schriftsteller Adam Kuckhoff und den Ökonomen Arvid Harnack genannt, denen Historiker über 100 Personen zuordnen. Harnack und Schulze-Boysen hatten ähnliche politische Ansichten, lehnten den Friedensvertrag von Versailles von 1919 ab und suchten Alternativen zur bestehenden Gesellschaftsordnung. Seit der Weltwirtschaftskrise 1929 sahen sie die sowjetische Zentralverwaltungswirtschaft als positives Gegenmodell zur Freien Marktwirtschaft. Sie wollten planwirtschaftliche Elemente (siehe Arplan) in Deutschland einführen und eng mit der Sowjetunion zusammenarbeiten, ohne deutsche Brücken nach Westeuropa abzubrechen.

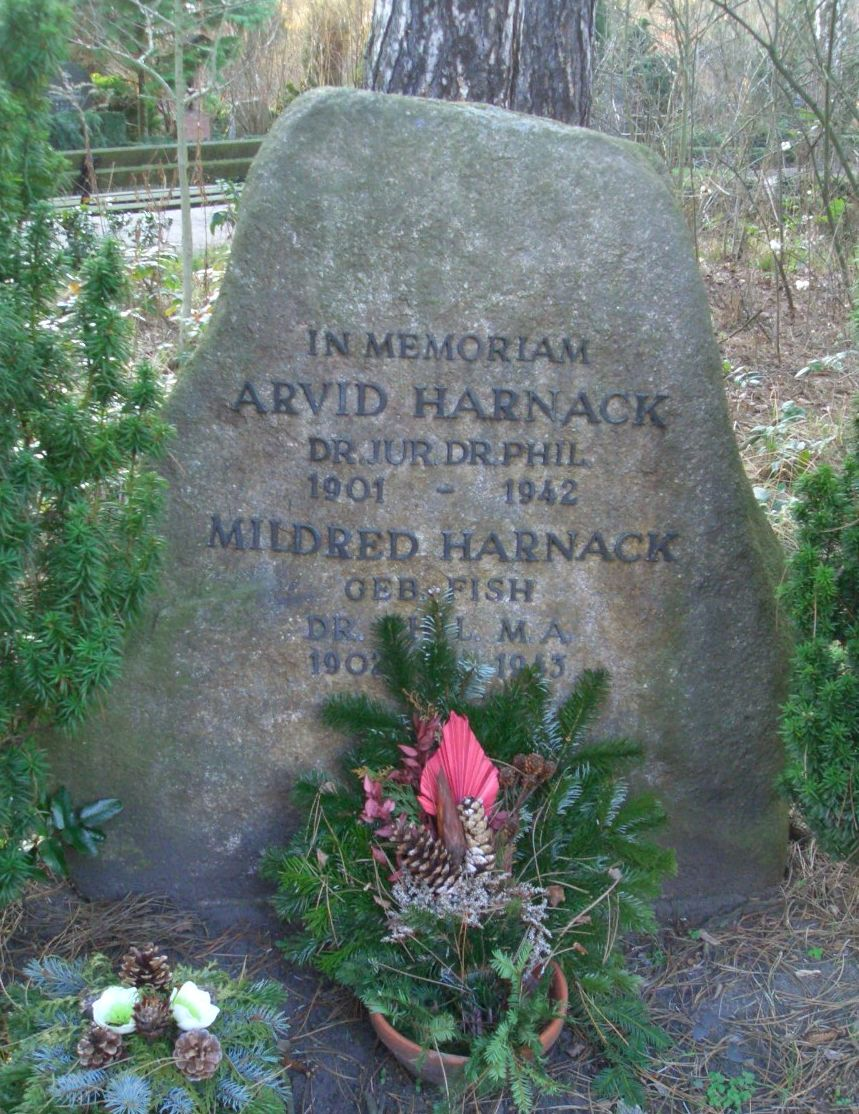
Gedenkstein für Arvid und Mildred Harnack auf dem Friedhof Zehlendorf in Berlin-Zehlendorf, Onkel-Tom-Straße 30–33 (2006)

Um den Oberregierungsrat im Reichswirtschaftsministerium Arvid Harnack und seine Frau Mildred sammelte sich seit 1932 ein Freundes- und Diskussionskreis aus Mitgliedern der Berliner Marxistischen Arbeiterschule (MASCH). Dazu gehörten auch der frühere preußische Kultusminister Adolf Grimme, der Schlosser Karl Behrens, das Ehepaar Greta und Adam Kuckhoff und der Fabrikant Leo Skrzypczynski. Arvid Harnack wollte sie schulen, um nach dem Ende des NS-Regimes ein freies und sozial gerechtes Deutschland mit aufzubauen. Seit 1935 arbeitete er im Reichswirtschaftsministerium, 1937 wurde er zur Tarnung NSDAP-Mitglied, 1942 lehrte er Wirtschaftsgeschichte der USA an der Universität Berlin.
Schulze-Boysen gab vor 1933 zusammen mit Franz Jung die überparteiliche Zeitschrift Der Gegner heraus. Die SA inhaftierte ihn deswegen im April 1933 einige Zeit, misshandelte ihn schwer und tötete seinen jüdischen Mitarbeiter. Als ausgebildeter Pilot erhielt er 1934 eine Stelle im Reichsluftfahrtministerium, so dass er an kriegswichtige Informationen gelangte. Nach seiner Heirat mit Libertas Haas-Heye 1936 sammelte das Ehepaar junge Intellektuelle um sich, darunter das Künstlerehepaar Kurt und Elisabeth Schumacher, die Schriftsteller Günther Weisenborn und Walter Küchenmeister, die Journalisten John Graudenz und Gisela von Poellnitz, die Ärzte John Rittmeister und Elfriede Paul, die Tänzerin Oda Schottmüller, seit 1938 das Ehepaar Walter und Marta Husemann. Weitere Freunde fanden die Schulze-Boysens unter ehemaligen Schülern der Schulfarm Insel Scharfenberg in Berlin-Tegel. Diese stammten oft aus kommunistisch oder sozialdemokratisch geprägten Arbeiterfamilien: etwa Hans und Hilde Coppi, Heinrich Scheel, Hermann Natterodt und Hans Lautenschläger. Einige dieser Kontakte bestanden aus der Zeit vor 1933, etwa durch den „Bund der Geistesschaffenden“.

### Gruppen in Neukölln
John Rittmeisters Gattin Eva war in der Abiturklasse 1939 am Heilschen Abendgymnasium in Berlin-Schöneberg mit Liane Berkowitz, Ursula Goetze, Friedrich Rehmer, Maria Terwiel und Fritz Thiel befreundet. Zu diesem Kreis stieß der Romanist Werner Krauss. Ursula Goetze wiederum hatte Kontakte zu kommunistischen Gruppen in Berlin-Neukölln.

### Friedenau & Westend
Oda Schottmüller und Erika Gräfin von Brockdorff waren mit den Kuckhoffs befreundet. Adam Kuckhoff machte Harnack 1937 mit dem Journalisten John Sieg bekannt, einem früheren Redakteur der KPD-Zeitung Die Rote Fahne. Als Arbeiter bei der Reichsbahn hatte Sieg in Berlin-Neukölln eine kommunistische Widerstandsgruppe gegründet. Er kannte den ehemaligen Ressortchef für Außenpolitik Wilhelm Guddorf. Dieser arbeitete nach seiner Entlassung aus dem KZ Sachsenhausen 1939 eng mit Schulze-Boysen zusammen.
Durch diese Kontakte bildete sich bis 1941 ein loses Netzwerk von sieben Berliner Freundes-, Diskussions- und Schulungskreisen mit über 150 Berliner NS-Gegnern heraus. In ihnen begegneten sich Künstler, Wissenschaftler, Bürger, Arbeiter und Studenten verschiedener Herkunft. Etwa 40 Prozent waren Frauen. Sie hatten verschiedene politische Ansichten und suchten wenigstens im Privatbereich den offenen Meinungsaustausch. Schulze-Boysen und Harnack standen in manchen Ideen der KPD nahe, andere wie Maria Terwiel und Helmut Himpel waren gläubige Katholiken. Sie alle einte die Ablehnung des Nationalsozialismus.
Auf Initiative Adam Kuckhoffs vereinten sich ihre bis dahin getrennten Kreise seit dem Überfall auf Polen 1939. Ab 1940 tauschten sie regelmäßig ihre Meinungen zum Krieg und zur sonstigen NS-Politik aus und suchten Handlungsmöglichkeiten dagegen.
Der Historiker Heinrich Scheel, ein Schulkamerad von Hans Coppi, urteilte über diese Gruppen:

„Nur mit diesem stabilen Hinterland war es möglich, all die kleinen Pannen und größeren Katastrophen zu überstehen und unserem Widerstand Dauer zu verleihen.“

Scheel hatte bereits 1934 für kommunistische Zellen schriftliches Material von einem Kontaktmann zum nächsten weitergegeben und dabei erlebt, wie leicht solche Verbindungen verloren gingen, falls ein Treffen wegen einer Verhaftung eines Beteiligten nicht zustande kam. In einem lockeren Freundes- und Gesprächskreis mit Gleichgesinnten fand man leicht Unterstützer für eine Aktion.

#### Widerstandsaktionen
Die Berliner Gruppen um Schulze-Boysen und Harnack übten seit 1933 Widerstand durch:
- Hilfe für Verfolgte,
- Verbreiten von Flugschriften und Klebezetteln mit regimekritischen Inhalten,
- Sammeln und Weitergeben von Informationen, auch an Auslandsvertreter, über deutsche Kriegsvorbereitungen, Verbrechen der Wehrmacht und NS-Verbrechen,
- Kontaktaufnahme zu anderen Oppositionskreisen und ausländischen Zwangsarbeitern,
- Aufrufen zu Gehorsamsverweigerung gegenüber NS-Vertretern,
- Entwürfe für eine mögliche Nachkriegsordnung.

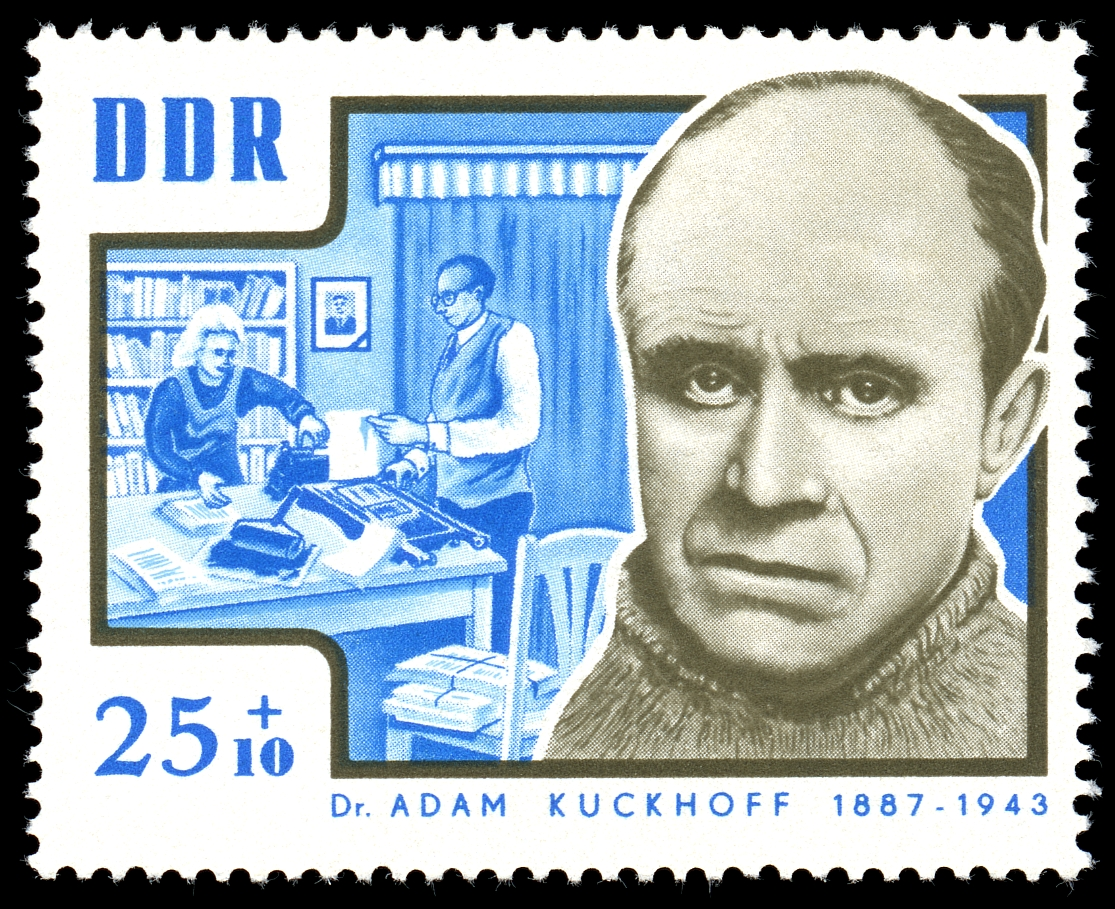
Adam Kuckhoff auf einer DDR-Zuschlagsmarke (1964)

Seit April 1933 versuchte die Gruppe um Schulze-Boysen, Regimegegner aus SPD, KPD und Gewerkschaften zu verstecken oder ihnen zu Flucht und Ausreise zu verhelfen. Seit 1937 sammelte Libertas Schulze-Boysen Bildmaterial über deutsche Kriegsverbrechen, das ihr im Reichspropagandaministerium und seit 1942 auch in der Kulturfilmzentrale des Reichspropagandaministeriums bekannt wurde.
Anfang 1938 erschien ein erstes Flugblatt dieser Gruppe zum Spanischen Bürgerkrieg. Nach dem Münchner Abkommen erklärte ein zweites Flugblatt die Angliederung des Sudetenlandes im Oktober 1938 als weiteren Schritt auf dem Weg zu einem neuen Weltkrieg. Seit den Novemberpogromen 1938 verhalfen Gruppenmitglieder auch Juden zu Verstecken, gefälschten Ausweisen und zur Flucht.
Den Überfall auf Polen am 1. September 1939 sahen sie als Beginn des befürchteten Weltkrieges, aber auch als Chance zur Beseitigung der NS-Herrschaft und zu einer gründlichen Umgestaltung der deutschen Gesellschaft. Hitlers Siege in Frankreich und Norwegen 1940 bestärkten sie darin, die Ablösung des NS-Regimes vor allem von der Sowjetunion, nicht vom westlichen Kapitalismus zu erwarten. Sie glaubten, die Sowjetunion würde Deutschland nach ihrem Sieg als souveränen Großstaat erhalten, und wollten innenpolitisch auf eine entsprechende Opposition ohne Dominanz der KPD hinwirken.
Im Frühjahr 1941 verfassten Harro Schulze-Boysen und Horst Heilmann den Aufsatz Napoleon Bonaparte, sein politischer Werdegang. Dieses scheinbar unpolitische historische Werk spielte auf Hitlers bevorstehenden Krieg gegen die Sowjetunion an, indem es an den Untergang der Armee Napoleons in dessen Russlandfeldzug 1812 erinnerte. Die Schrift wurde als Diplomarbeit an der Auslandswissenschaftlichen Fakultät der Berliner Universität eingereicht. Dort sammelte sich von 1939 bis 1940 ein reger Kreis widerständiger Dozenten und Studenten, darunter der Professor Albrecht Haushofer und der Student Rainer Hildebrandt.
Am 17. Juni 1941 warnte Harro Schulze-Boysen die sowjetische Botschaft gezielt über den bevorstehenden deutschen Überfall auf die Sowjetunion, von dem er im Reichsluftfahrtministerium erfahren hatte. Am selben Tag legte der sowjetische Volkskommissar für Staatssicherheit seinen Bericht Josef Stalin vor, der ihn schroff als Desinformation zurückwies.
John Sieg gab seit Dezember 1941 regelmäßig die Druckschrift Die Innere Front heraus. Sie enthielt Texte von Walter Husemann, Fritz Lange, Martin Weise und Herbert Grasse, darunter Informationen über die Wirtschaftslage in Europa, Hinweise auf Moskauer Rundfunkfrequenzen, Aufrufe zum Widerstand, auch mehrsprachig für ausländische Zwangsarbeiter in Deutschland. Nur ein Exemplar vom August 1942 ist erhalten.
Seit dem Überfall auf die Sowjetunion im Juni 1941 hatte Hilde Coppi heimlich Radio Moskau gehört, um Lebenszeichen deutscher Kriegsgefangener zu erhalten und diese über Heinrich Scheel an deren Angehörige weiterzuleiten. Diese Nachrichten widersprachen der NS-Propaganda, dass die Rote Armee alle sich ergebenden deutschen Soldaten ermorde. Um sie über Propagandalügen und NS-Verbrechen aufzuklären, vervielfältigte und versandte die Gruppe Briefe an Soldaten an der Ostfront, adressiert an einen fiktiven Polizeioffizier.
Im Herbst 1941 berichtete der Augenzeuge Erich Mirek an Walter Husemann von Massenmorden der SS und des SD an Juden in Pinsk. Auch diese Verbrechen gab die Gruppe in ihren fingierten Briefen bekannt.

Klebezettel der „Roten Kapelle“

Gegen die NS-Propagandaausstellung Das Sowjetparadies druckten Gruppenmitglieder hunderte Zettel, die sie am 22. Mai 1942 – vier Tage nach einem Brandanschlag der jüdischen Widerstandsgruppe um Herbert Baum auf die Ausstellung – an Berliner Häuserwände klebten.

#### Aufruf zum Volksaufstand
Im Februar 1942 verfasste Schulze-Boysen die Agisflugschrift, so genannt nach dem griechischen Namen, den er als Pseudonym benutzte. Die Schrift trug den Titel Die Sorge um Deutschlands Zukunft geht durch das Volk … und rief alle Deutschen zum Widerstand gegen den Krieg der Nationalsozialisten auf, der die Zukunft aller nunmehr unübersehbar bedrohe. Schulze-Boysen unterzeichnete mit „AGIS“ und wollte vielleicht an die antike Gestalt des Königs Agis von Sparta hinweisen.
Der Text analysierte zunächst die aktuelle Lage: Entgegen der NS-Propaganda seien die meisten deutschen Armeen auf dem Rückzug, die Zahl der Kriegstoten ginge in die Millionen. Inflation, Warenknappheit, Betriebsschließungen, Arbeitshetze und Korruption in Staatsbehörden nähmen ständig zu. Dann ging der Text zu deutschen Kriegsverbrechen über:

„Das Gewissen aller wahren Patrioten aber bäumt sich auf gegen die ganze derzeitige Form deutscher Machtausübung in Europa. Alle, die sich den Sinn für echte Werte bewahrten, sehen schaudernd, wie der deutsche Name im Zeichen des Hakenkreuzes immer mehr in Verruf gerät. In allen Ländern werden heute täglich Hunderte, oft Tausende von Menschen standrechtlich und willkürlich erschossen oder gehenkt, Menschen, denen man nichts anderes vorzuwerfen hat, als daß sie ihrem Land die Treue halten […] Im Namen des Reiches werden die scheußlichsten Quälereien und Grausamkeiten an Zivilpersonen und Gefangenen begangen. Noch nie in der Geschichte ist ein Mann so gehaßt worden wie Adolf Hitler. Der Haß der gequälten Menschheit belastet das ganze deutsche Volk.“

Der Verdacht der Hitlergegner von 1933 habe sich bestätigt, dass „hinter allen völkischen Phrasen der Wille zum imperialistischen Krieg, zu einem neuen Weltkrieg im Interesse einer Clique stünde, die sich die Ausplünderung anderer Völker zur bequemen Richtschnur ihres Handelns machte.“ Dieser Versklavung anderer Völker sei die Entmündigung aller Deutschen vorausgegangen. Unfreiheit sei kein Ideal, für das man freudig im Krieg sein Leben geben könne. Der versprochene „Endsieg“ sei nicht mehr möglich. Jeder Kriegstag werde das Leiden nur noch vergrößern.
Der folgende Teil fragte nach Perspektiven. Nur die Ablösung der NS-Diktatur und der Kräfte, die Hitler an die Macht gebracht hätten, durch eine vom Volk getragene sozialistische Regierung könne Deutschland vor völligem Untergang retten. Dazu müssten Soldaten, Arbeiter und Intelligenz zusammengehen. Zur Selbsterhaltung des Volkes seien Gesetzesbruch und Gehorsamsverweigerung unausweichlich; dies habe Hitler in Mein Kampf selber ausgeführt. Deutschland müsse sich künftig mit allen fortschrittlichen Kräften Europas und der UdSSR verbünden, um zu einer echten Friedensmacht zu werden. Dazu seien der Bruch des Paktes mit Italien, sofortige Räumung aller besetzten Gebiete und Machtübergabe an dortige freie Regierungen notwendig. Nur so könne das Deutsche Reich in den Grenzen von 1939 gewahrt bleiben. Andernfalls werde es zerfallen und ausbluten.
Jeder Einzelne könne sich vom propagierten Angstterror freimachen und dem Staat alltäglich widerstehen:

„Wir müssen endlich Schluß machen mit dem alten deutschen Irrglauben, der Staat sei ein höheres Wesen, dem man sich blind anvertrauen dürfe.“

Der Staat sei heute ein reines Terrorwerkzeug in der Hand einiger skrupelloser Machtmenschen, die die Welt nach ihren „unreifen und schiefen Vorstellungen“ umzukrempeln versuchten. Um die Lügen des Regimes zu durchschauen, solle jeder alte Führerreden mit heutigen vergleichen, Feldpost weitergeben und den Söhnen an der Front die Heimatsituation beschreiben:

„Die Wahrheit über die wirkliche Lage muß ins Volk dringen […] Wir fordern die Wiederherstellung der Überzeugungsfreiheit. Ein Volksgericht für diejenigen, die uns in den Wahnsinn des Rußlandfeldzuges und damit des Zweifrontenkrieges gehetzt haben…Wendet euch gegen die Fortsetzung eines Krieges, der im besten Falle nicht Deutschland allein, sondern den ganzen Kontinent zum Trümmerfeld macht.“

Man solle die SS daher mit Verachtung strafen, keine Spenden mehr für das Winterhilfswerk geben und diesen Brief so weit wie möglich verbreiten:

„Morgen gehört uns Deutschland!“

Dieser Text wurde vervielfältigt und per Post an mehrere Hundert aus dem Telefonbuch ausgesuchte Anschriften in Berlin und Deutschland – überwiegend Akademiker – verschickt. Eine Reaktion der Adressaten ist nicht überliefert; die Gestapo versuchte zunächst vergeblich, die Absender zu ermitteln.

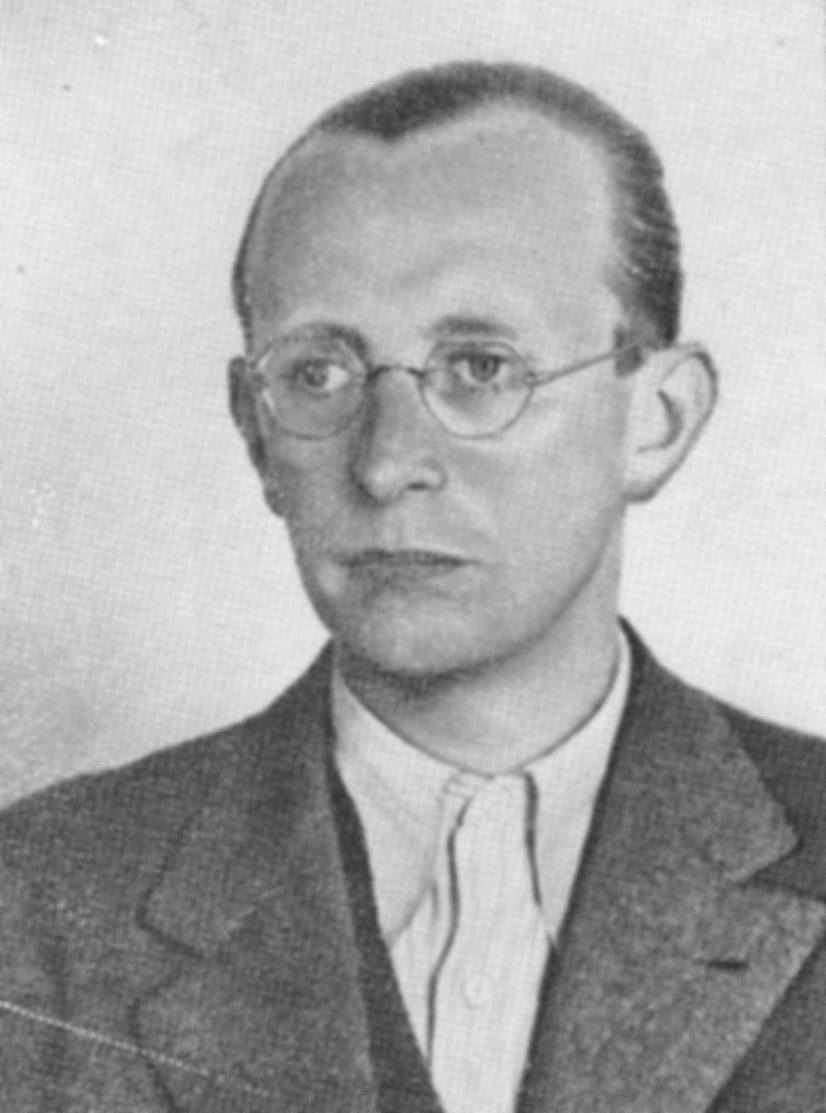
Arvid Harnack
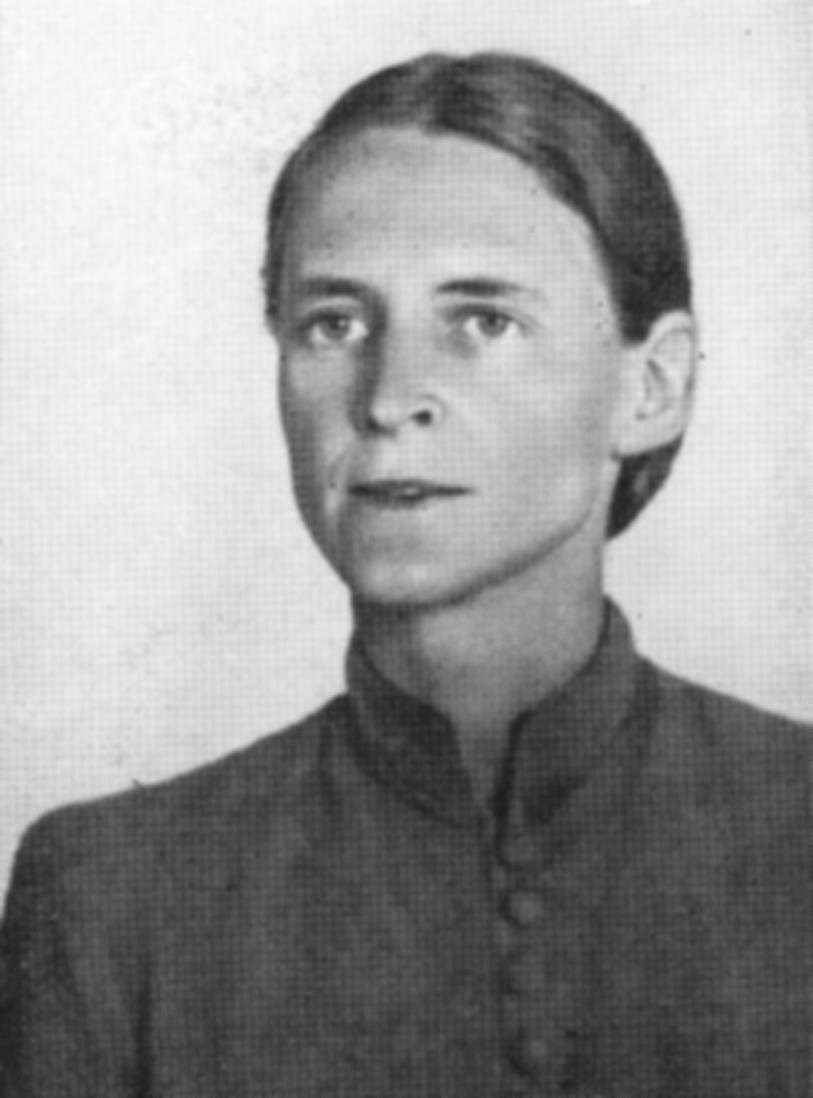
Mildred Harnack

Weitere Kleingruppen und Einzelpersonen, die wenig oder nichts voneinander wussten, übten je auf ihre Weise Widerstand gegen die Nationalsozialisten, bis die Gestapo sie 1942 bis 1943 verhaftete und als gemeinsame Spionageorganisation behandelte.

### Willy Lehmann
Willy Lehmann, ein Berliner Kriminalinspektor, wurde 1929 von der „Auslandsaufklärung“ des sowjetischen Innenministeriums (NKWD) angeworben und stand ab September 1940 mit Alexander Korotkow, nicht aber dem Schulze-Boysen/Harnack-Kreis in Verbindung. Im Dezember 1942 wurde er im Zusammenhang mit der Aufdeckung der Roten Kapelle enttarnt, verhaftet und wenig später auf Befehl von Reichsführer SS Heinrich Himmler erschossen. Dieser ordnete gleichzeitig an, den Fall zu vertuschen.

### Liane Berkowitz
Laut einem Bericht des Deutschlandfunks wurde Liane Berkowitz mit 19 Jahren exekutiert für ihre kleine Nebenrolle, nachdem sie im Gefängnis ein Kind bekommen hat. Das Kind wurde sehr wahrscheinlich im Kinderheim ein halbes Jahr später getötet. Adolf Hitler hat alle Urteile zur Berliner Roten Kapelle persönlich bestätigt. Kein Gestapo-Beamter oder Richter des Reichskriegsgerichts wurde in der Nachkriegszeit für diese Urteile und ihre Taten bestraft.

### Herrnstadt-Gruppe
Eine Gruppe in Warschau stand bis August 1939 mit dem Nachrichtendienst der Roten Armee GRU in Verbindung. Ihr Leiter war Rudolf Herrnstadt, zum Koordinator wurde nach Beginn des Zweiten Weltkrieges der nach Berlin übergesiedelte Gerhard Kegel. Er hielt sich von allen weiteren Widerstandshandlungen fern und entging dadurch 1942 der Verhaftung. 1944 konnte er zur sowjetischen Armee überlaufen.
Weitere Mitglieder waren der spätere Verleger Helmut Kindler, seine Jugendfreundin Ilse Stöbe und Rudolf von Scheliha mit seinem Umfeld. Kindler unterhielt als Kriegsberichterstatter und Redakteur einer Soldatenzeitung in Warschau ein Waffenlager für eine polnische Widerstandsgruppe. Im Herbst 1943 verhaftete ihn die Gestapo wegen seiner Kontakte zur Widerstandsgruppe Europäische Union.
Scheliha hatte über Klementyna Mańkowska Kontakte zum polnischen Widerstand. Im Herbst 1941 lud er seinen polnischen Freund Graf Bninski unter dem Vorwand nach Berlin ein, dieser solle Propagandaschriften für das Auswärtige Amt gegen polnische Widerständler verfassen. Laut dem Biografen Ulrich Sahm gab Scheliha an Bninski wahrscheinlich Material für eine umfassende Dokumentation der deutschen Besatzungsverbrechen weiter. Polnische Widerständler verfassten daraus bis Januar 1942 die Schrift The Nazi Kultur in Poland, die als einer der detailliertesten Berichte über den begonnenen Holocaust in Osteuropa aus der Kriegszeit gilt. Sie hielten sie auf Mikrofilm fest und schmuggelten sie unter Lebensgefahr bis 1945 nach Großbritannien.

### Kontakte der Berliner zu Auslandsvertretern

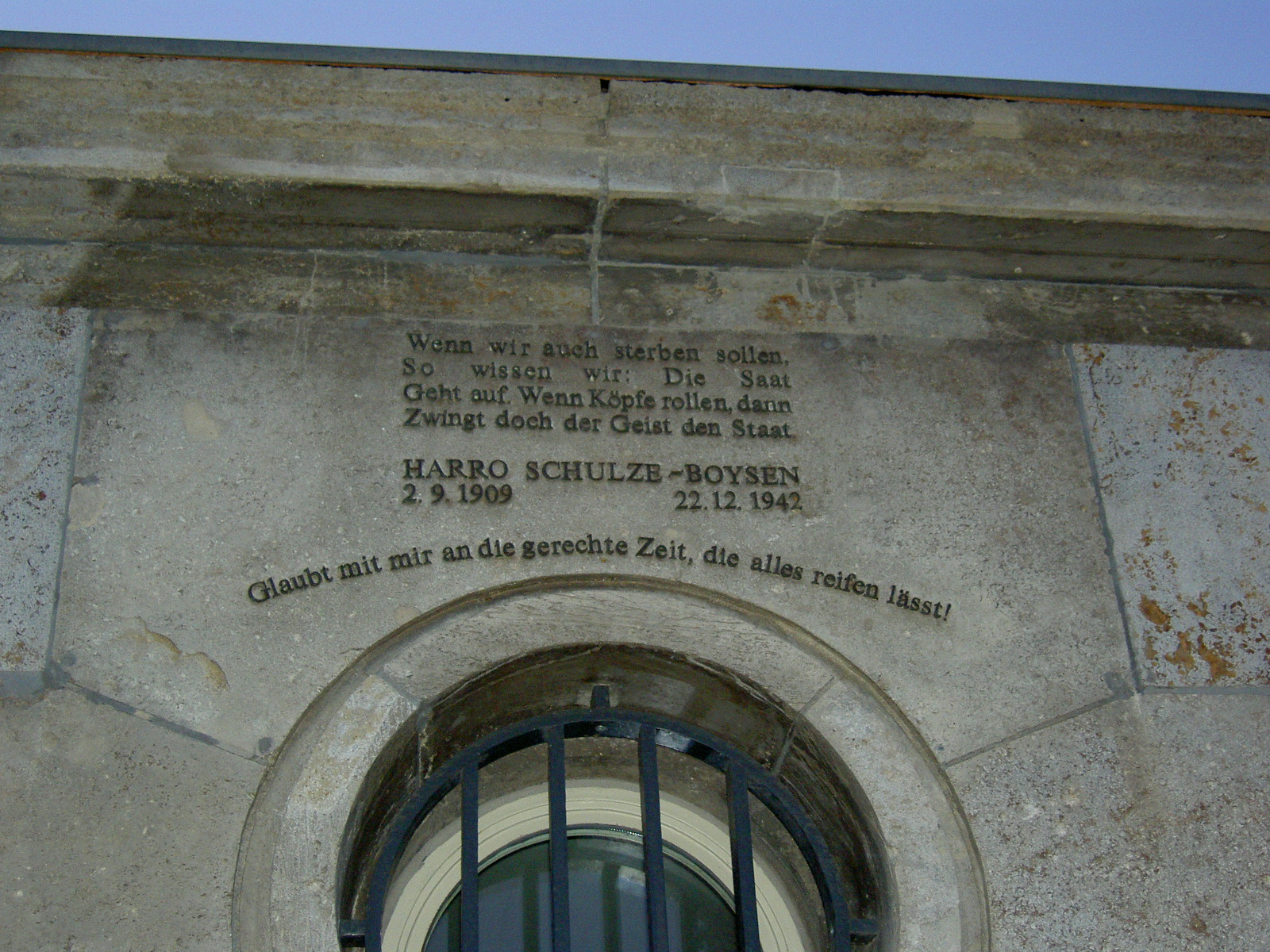
Zitat von Harro Schulze-Boysen am Bundesministerium der Finanzen, dem ehemaligen „Haus der Ministerien“ der DDR

Von 1933 bis Dezember 1941 hatte das Ehepaar Harnack Kontakt zum US-Botschaftsrat Donald R. Heath und zu Martha Dodd, der Tochter des damaligen US-Botschafters William Dodd. Ihnen gaben sie regelmäßig Informationen aus verschiedenen deutschen Ministerien und Reichsbehörden weiter, um die US-Regierung über den verbrecherischen Charakter des NS-Regimes und deutsche Kriegsvorbereitungen aufzuklären. Auf Botschaftsempfängen lernten sie schon vor 1939 gleichgesinnte Hitlergegner kennen.

## Westeuropa

### Gruppen um Trepper und Gurewitsch

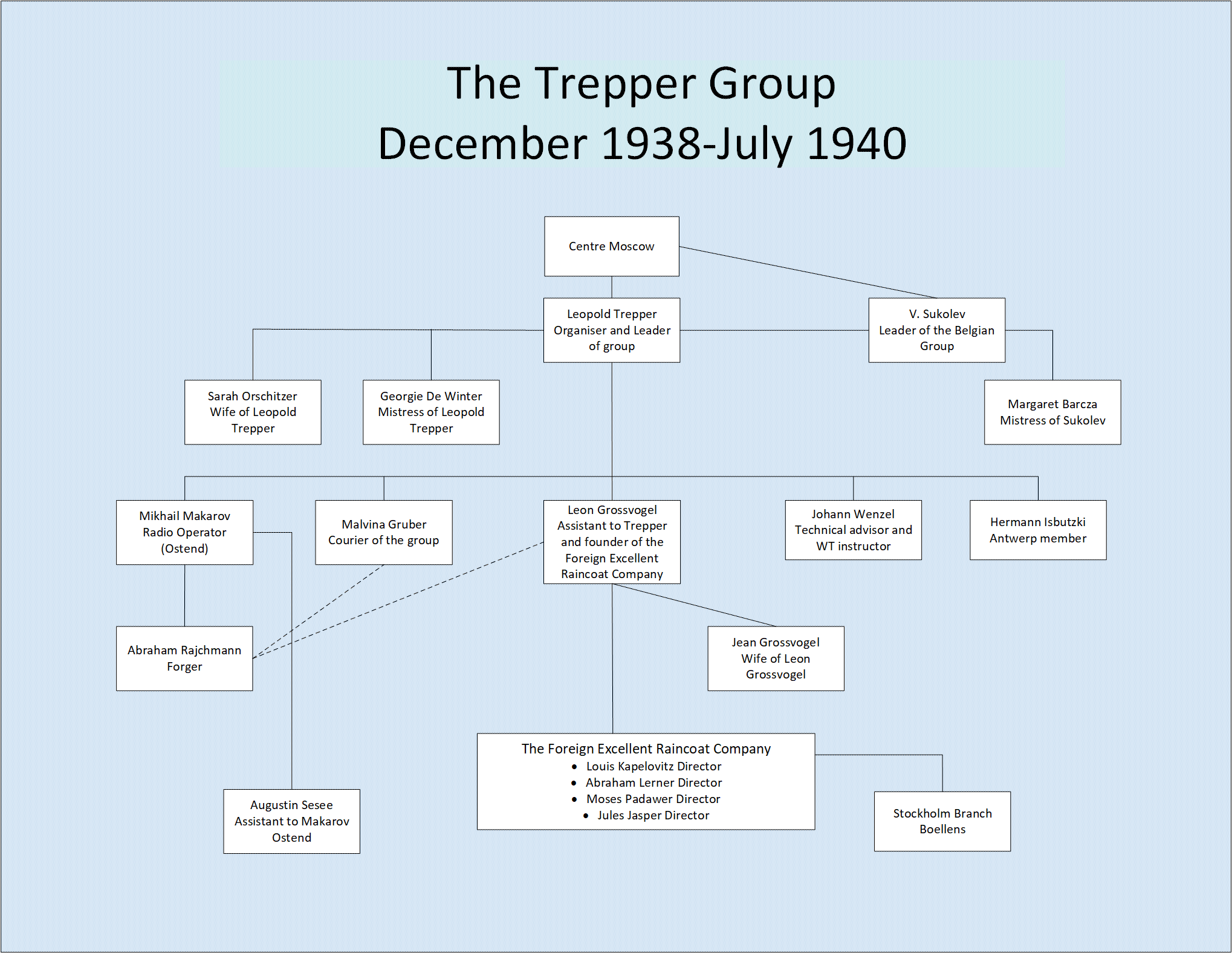
Die Trepper-Gruppe in der Darstellung der CIA (1979)

Der in Paris lebende polnische Kommunist Leopold Trepper war seit 1930 zunächst für den NKWD, seit 1938 in Brüssel für den sowjetischen Militärgeheimdienst GRU tätig. 1939 baute er dort und in Paris Kontaktgruppen auf, die neben seinem Geheimdienstauftrag auch verfolgten Juden dienten. Als Geschäftsmann für Regenmäntel und Geschirr getarnt, der auch die Wehrmacht belieferte, ließ er durch Diplomaten 1940 einen 80-seitigen Bericht über den Blitzkrieg der Deutschen gegen Belgien und Frankreich nach Moskau bringen. Er hatte auch Kontakte zur Résistance. Henry Robinson, ein Funktionär der Komintern, arbeitete seit 1939 für die GRU und informierte sie über Interna aus Frankreichs Regierung und Armee.
Seit 1941 versuchte Trepper, sowjetische Behörden über den geplanten Überfall auf die Sowjetunion zu informieren. Er nutzte dazu die Funkverbindung der dem GRU-Nachrichtenoffizier Anatoli Markowitsch Gurewitsch unterstehenden Funker in Brüssel. Im Frühjahr 1941 erfuhr und meldete er viele Details über die deutschen Angriffsvorbereitungen. Im März übergab er seine Brüsseler Gruppe an Gurewitsch.
Konstantin Lukitsch Jefremow und sein Funker Johann Wenzel arbeiteten seit 1939 in Brüssel zusammen. Wenzel baute von 1938 bis 1939 in den Niederlanden eine Gruppe um Anton Winterink in Amsterdam als Ersatz und Anlaufpunkt auf.

### Schweizer Gruppen

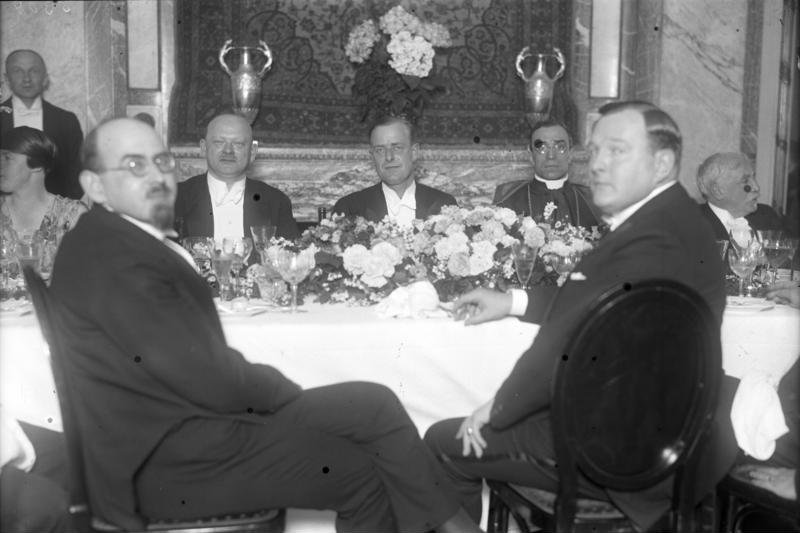
Georges Blun – hintere Sitzreihe in der Mitte

In der Schweiz bildeten der Leiter des sowjetischen Nachrichtendienstes in der Schweiz, Sándor Radó, und Ruth Werner, Oberst des sowjetischen Nachrichtendienstes, eigenständige Gruppen. Deren drei Funkstellen übermittelten von 1941 bis 1943 über 2000 militärisch wichtige Meldungen – die meisten von deutschen Dienststellen – an die GRU-Zentrale. Die Sender von Sandor Rado werden nicht mit dem Deckwort „Rote Kapelle“ in Verbindung gebracht. Gurewitsch besuchte Radó im März 1941 in der neutralen Schweiz. Dessen Gruppe arbeitete bis Ende 1943 weitgehend unbehelligt. Dann machten Gestapo und deutsche Abwehr die Schweizer Polizei auf die als „Rote Drei“ bezeichneten drei Funkstellen von Radó aufmerksam, die daraufhin einige ihrer Mitglieder verhaftete und zu langjährigen Freiheitsstrafen verurteilten.
Nach dem Wegfall der eigenen Funkverbindungen wurden die von Otto Pünter, Georges Blun und Rudolf Rößler stammenden Nachrichten über diplomatische Kanäle der chinesischen Botschaft durch deren Presseattaché Di Pao Chen Chu über eine Kontaktstelle in China nach Moskau weitergeleitet. Die wichtigste Informationsquelle für Radó und Pünter war das von Hans Hausamann begründete Büro Ha des militärischen Nachrichtendienstes der Schweiz, das den Redakteur Christian Schneider damit beauftragte, militärisch relevante Nachrichten an die Sowjetunion weiterzuleiten. Hierfür diente der ehemalige sächsische Finanzminister Paul Böttcher als Kontakt und Verteiler. Böttcher hatte wie auch Henry Robinson, mit dem er lange Zeit eng zusammenarbeitete, Verbindungen zu nachrichtendienstlich tätigen Gruppen der Résistance, über die ebenfalls Informationen des Büro Ha weitergeleitet wurden.

## Vernetzung
Im September 1940 gewann Alexander Korotkow, damals Mitarbeiter eines sowjetischen Nachrichtendienstes, Arvid Harnack als Informanten für die sowjetische Botschaft. Dieser gab ab dem 26. September Kenntnisse Schulze-Boysens über den geplanten Überfall auf die Sowjetunion an Korotkow weiter, nicht aber über die offene und verzweigte Struktur seines Freundeskreises. Im März 1941 informierte Schulze-Boysen Korotkow direkt über sein Wissen von den deutschen Angriffsplänen.
Im Mai 1941 übergab Korotkow ohne genaue Anweisungen zwei Kurzwellensender an Greta Kuckhoff, um im Kriegsfall den Kontakt der Sowjetführung zur Gruppe aufrechterhalten zu können. Beide Geräte funktionierten jedoch nicht und wurden nach dem 22. Juni ausgetauscht. Hans Coppi setzte am 26. Juni 1941 nur einen Probefunkspruch mit nichtssagendem Inhalt („tausend Grüße allen Freunden“) ab; danach wurden die Batterien zu schwach, um Moskau zu erreichen. Den anderen, mit Wechselstrom betriebenen Sender zerstörte er versehentlich durch Anschluss an eine Gleichstromsteckdose. Nur wenige Mitglieder des Schulze-Boysen/Harnack-Kreises wussten von diesen Funkversuchen.
Weil die Sender schwiegen, bat die Moskauer Zentrale am 26. August 1941 per Funk Anatoli Gurewitsch in Belgien, die Kontaktpersonen in Berlin aufzusuchen. Er sollte ihnen direkte Kontakte zu anderen europäischen Informanten in Istanbul und Schweden vorschlagen. Der verschlüsselte Funkspruch enthielt Namen, Adressen und Telefonnummern von Adam Kuckhoff, Harro Schulze-Boysen und Ilse Stöbe und war von drei hohen Offizieren der Armee, des Inlandsgeheimdienstes NKWD und des militärischen Nachrichtendienstes GRU unterzeichnet. Damit missachteten die Absender wesentliche Grundregeln geheimdienstlicher Arbeit.
Am 29. Oktober 1941 suchte Gurewitsch zuerst Kurt Schulze in Berlin auf, der Hans Coppi das Morsen und Funken beigebracht hatte. Schulze versuchte daraufhin anstelle Coppis, den Funkkontakt nach Moskau wiederaufzunehmen, kam aber ebenfalls nicht durch. Am 30. Oktober besuchte Gurewitsch das von der Gestapo observierte Ehepaar Schulze-Boysen in ihrer Wohnung. Sie baten ihn, den Besuch nicht zu wiederholen, um die Gruppe nicht zu gefährden.
Nach seiner Rückkehr von Berlin nach Brüssel setzte Gurewitsch im November 1941 acht Funksprüche mit Gesprächsinhalten und Informationen über die Treibstoffvorräte der Wehrmacht, den vermuteten Standort des Führerhauptquartiers und das Verhältnis von Wehrmacht zur Gestapo an die GRU-Zentrale nach Moskau ab.

### Kontakte zu anderen Widerstandsgruppen

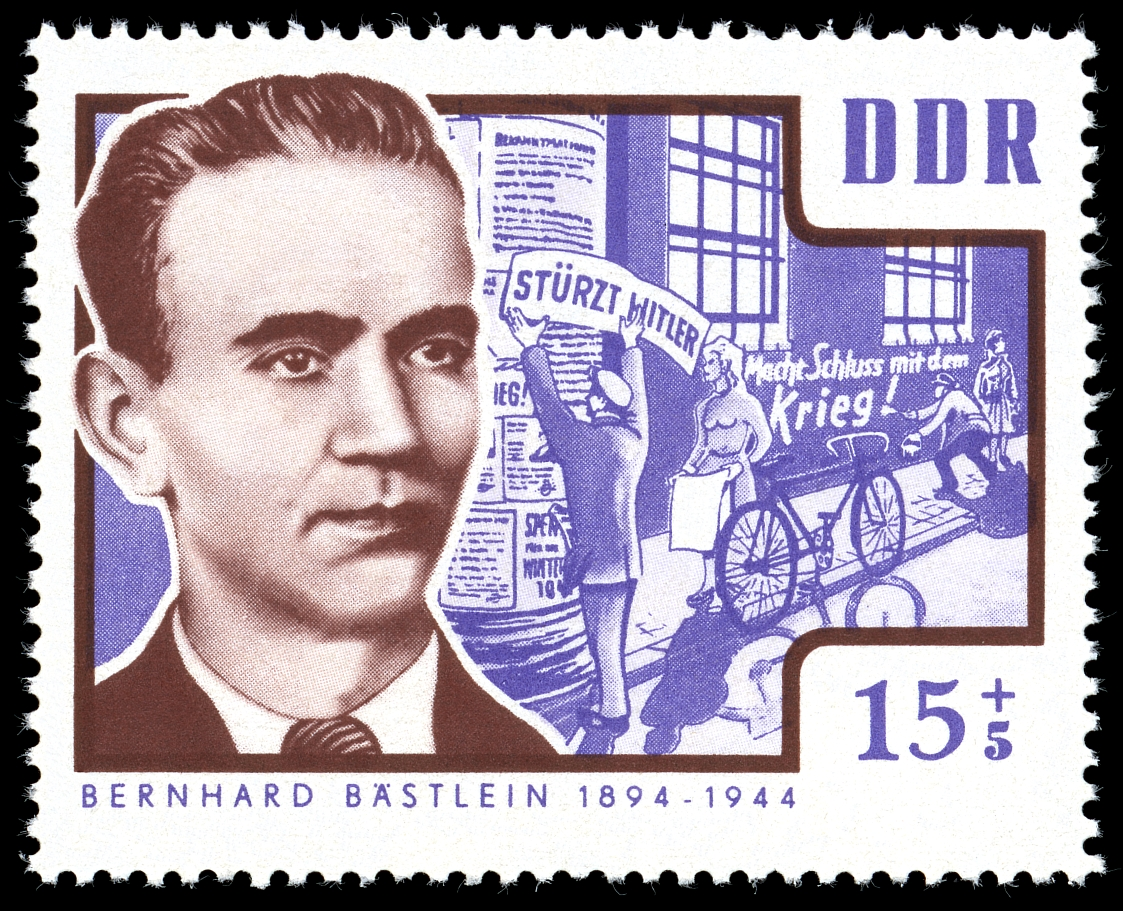
Bernhard Bästlein auf einer Briefmarke (DDR 1964)

Seit Kriegsbeginn 1939 verstärkten die Berliner Freundeskreise sowohl Austausch und Zusammenarbeit untereinander als auch ihr Streben, sich mit organisierten und nichtorganisierten Widerständlern aus anderen Regionen und Bevölkerungsschichten zu verbinden und gemeinsame Handlungsmöglichkeiten auszuloten.
Arvid Harnack hatte schon seit 1934 Kontakt zu Carl Dietrich von Trotha und Horst von Einsiedel. Eine gemeinsame Widerstandsgruppe kam 1939 nicht zustande. 1940 stießen Trotha und Einsiedel zum Kreisauer Kreis. Mit dessen Mitgliedern Adam von Trott zu Solz, Albrecht Haushofer, Ernst von Borsig junior, Fritz-Dietlof Graf von der Schulenburg tauschten sich Harnack und Schulze-Boysen bis 1942 häufig aus. Auch der Gefängnispfarrer Harald Poelchau, der die 1942 als Angehörige der „Roten Kapelle“ in Berlin Inhaftierten bis zu ihrer Hinrichtung begleitete, gehörte dazu.
Andere Gruppenmitglieder suchten Kontakt zum damals weitgehend zerstörten Untergrundnetz der KPD. Als Dreher in einer Maschinenbaufabrik knüpfte Hans Coppi 1939 Kontakte zur Widerstandsgruppe um Wilhelm Schürmann-Horster und dessen Bekanntenkreis. John Sieg und Robert Uhrig nahmen im selben Jahr mit Wilhelm Guddorf, Philipp Schaeffer und anderen damals aus dem KZ entlassenen KPD-Funktionären Kontakt auf. Guddorf wiederum führte Gespräche mit der Bästlein-Jacob-Abshagen-Gruppe in Hamburg. Josef Römer hatte über Viktoria Hösl und andere Verbindungen nach München.

### Reorganisationsversuche
Im Juli und August 1942 versuchten die sowjetischen Geheimdienste, verlorene Kontakte zu innerdeutschen Hitlergegnern zu erneuern und neue herzustellen. Dazu setzte man in Moskau ausgebildete deutsche Exilkommunisten als Fallschirmspringer-Agenten in Deutschland ab: darunter Erna Eifler, Wilhelm Fellendorf, Heinrich Koenen sowie Robert Barth. Diese nahmen Kontakt zu deutschen Informanten auf, die wenig oder nichts voneinander wussten: darunter Rudolf von Scheliha, Ilse Stöbe, Hansheinrich Kummerow, Harro Schulze-Boysen, Kurt Schulze, Adam Kuckhoff sowie die als vertrauenswürdig angesehenen Berliner Komintern-Funktionäre Emil und Max Hübner, Walter Wesolek, Klara Schabbel und Else Imme. Hößler besuchte das Ehepaar Schumacher und Erika von Brockdorff, ein anderer Fallschirmspringer wohnte bei Ella Trebe.
Im Sommer 1942 schuf die bulgarische Partisanin Tanka Janewa sich eine legale Existenz in Berlin und stellte eine Funkverbindung von Berlin nach Moskau her. Über Klara Schabbel kam sie mit der Berliner und Hamburger Widerstandsbewegung in Kontakt. Sie konnte sich der Verhaftungswelle im Herbst 1942 entziehen, wurde aber im April 1943 während des Funkverkehrs angepeilt und verhaftet.
Nach der Verhaftung eines Teils seiner Mitglieder 1942 bauten Anton Saefkow, Bernhard Bästlein und der nach Berlin geflohene Franz Jacob dieses Netzwerk ab 1943 wieder auf, sorgten für das weitere Erscheinen der illegalen Zeitschrift Die Innere Front und bildeten in Berlin die Saefkow-Jacob-Bästlein-Organisation als „Operative Leitung der KPD in Deutschland“. Damit wollten sie dem zersplitterten Widerstand eine zentrale Leitung geben und für einen ständigen effektiven Informationsaustausch sorgen.

## Verfolgung durch NS-Behörden

### Enttarnung
Die deutsche Spionageabwehr fing den Moskauer Funkspruch vom 26. August 1941 mit den Namen und Adressen von Harnack, Schulze-Boysen und Kuckhoff und alle Funksprüche auf, die Gurewitsch nach seinem Treffen in Berlin absetzte. Man konnte zunächst keinen davon entschlüsseln, aber mit Peilempfängern die Region des Absenders ermitteln. Zur Bearbeitung der Verdachtsfälle wurde Ende August die Sonderkommission „Rote Kapelle“ gebildet, deren Leitung Kriminalkommissar und SS-Sturmbannführer Friedrich Panzinger übertragen bekam. Er selbst war Leiter der Abteilung IV A (Gegner, Sabotage, Schutzdienst – Inland) im Reichssicherheitshauptamt.
Am 13. Dezember 1941 stürmten 35 Beamte der Abwehr unter Harry Piepe nach einer zufälligen Denunziation das Haus Rue des Atrébates 101 in Brüssel und nahmen Zofia Poznańska, Rita Arnould und David Kamy fest. Sie fanden ein Funkgerät, Blankoformulare deutscher Behörden und Fotos von „Grand Chef“ und „Petit Chef“. Wer „Grand Chef“ war, war auch den belgischen Informanten unbekannt. Durch Verhöre wurde „Petit Chef“ als „Kent“ (Gurewitsch) enttarnt, nicht aber seine Kontakte in Berlin.
Nach der Festnahme der Brüsseler Funker versuchte Trepper vergeblich, Gurewitsch zur Flucht an einen vor den Deutschen sicheren Ort zu bewegen. Doch Gurewitsch missachtete seinen Rat und floh nach Marseille im unbesetzten Frankreich. Daraufhin übergab Trepper den Rest der Gruppe im Januar 1942 an Konstantin Jefremow.
Gurewitschs Verbindungen zu Harnack und Schulze-Boysen wurden erst durch Verhöre des in Brüssel untergetauchten Kommunisten Johann Wenzel aufgedeckt, den man am 30. Juni 1942 als weiteren Funker festgenommen hatte. Wenzel gab unter der Folter schließlich auch den Code zur Entschlüsselung der Moskauer Funksprüche nach Belgien preis. Mit diesem Material wurde Gurewitsch am 12. November in Marseille verhaftet und nach Berlin gebracht. Er ließ sich erpressen, fortan für die deutsche Abwehr zu arbeiten, um dafür am Leben bleiben zu dürfen. Gurewitsch verriet daraufhin einen Großteil seiner Kontaktpersonen. Damit begann die Verhaftungswelle gegen die Berliner Gruppe.

### Verhaftungen
Nach Entschlüsselung des entscheidenden Funkspruchs vom 26. August 1941 richtete die Gestapo im Reichssicherheitshauptamt eine „Sonderkommission Rote Kapelle“ mit Vertretern der Referate IV A1 „Kommunismus, Marxismus und Nebenorganisationen“ und IV A2 „Sabotageabwehr, Sabotagebekämpfung“ ein. Sie wurde von dem SS-Obersturmbannführer Friedrich Panzinger geleitet. Die Verhöre, Verhaftungen und Beschattungen wurden von SS-Hauptsturmführer Horst Kopkow koordiniert. Die Durchführung erledigte Johannes Strübing, der auch die Vernehmung Schulze-Boysens vornahm.
Horst Heilmann erfuhr im Referat Vauck des OKHs Ende August 1942 von den entschlüsselten sowjetischen Funksprüchen und versuchte, Harro Schulze-Boysen, John Graudenz und andere zu warnen. Daraufhin nahm die Gestapo ihn und bis zum 12. September über 120 Angehörige der Berliner Gruppen fest. Durch deren Verhöre oder Bespitzelung in der Zelle wurden dann in Berlin bis Juni 1943 nochmals 80 Personen aus dem Umfeld des Kreises verhaftet.
Durch Abhören der privaten Telefone der Schulze-Boysens und Kuckhoffs hatten die Ermittler auch von dem Fallschirmspringer Albert Hößler erfahren. Aufgrund dieser Verbindung und des einmaligen Besuchs von Gurewitsch wurde die Anklage auf Hoch- und Landesverrat durch Bildung einer prosowjetischen Spionageorganisation konstruiert.
Auch Trepper wurde im November 1942 verhaftet. Wie Gurewitsch konnte er sein Leben nur retten, indem er als Doppelagent für die Deutschen zu arbeiten versprach. Dabei opferte er Mitarbeiter, die er für unwichtig hielt, um die Führungspersonen zu schützen. Im September 1943 konnte er seinen Bewachern entfliehen und gelangte wieder nach Frankreich, wo er sich den Moskauer Vorgesetzten als Doppelagent anbot. Diese lehnten ab, da sie seine Flucht für unmöglich hielten und ihn nun als von den Nationalsozialisten umgedrehten Agenten ansahen.

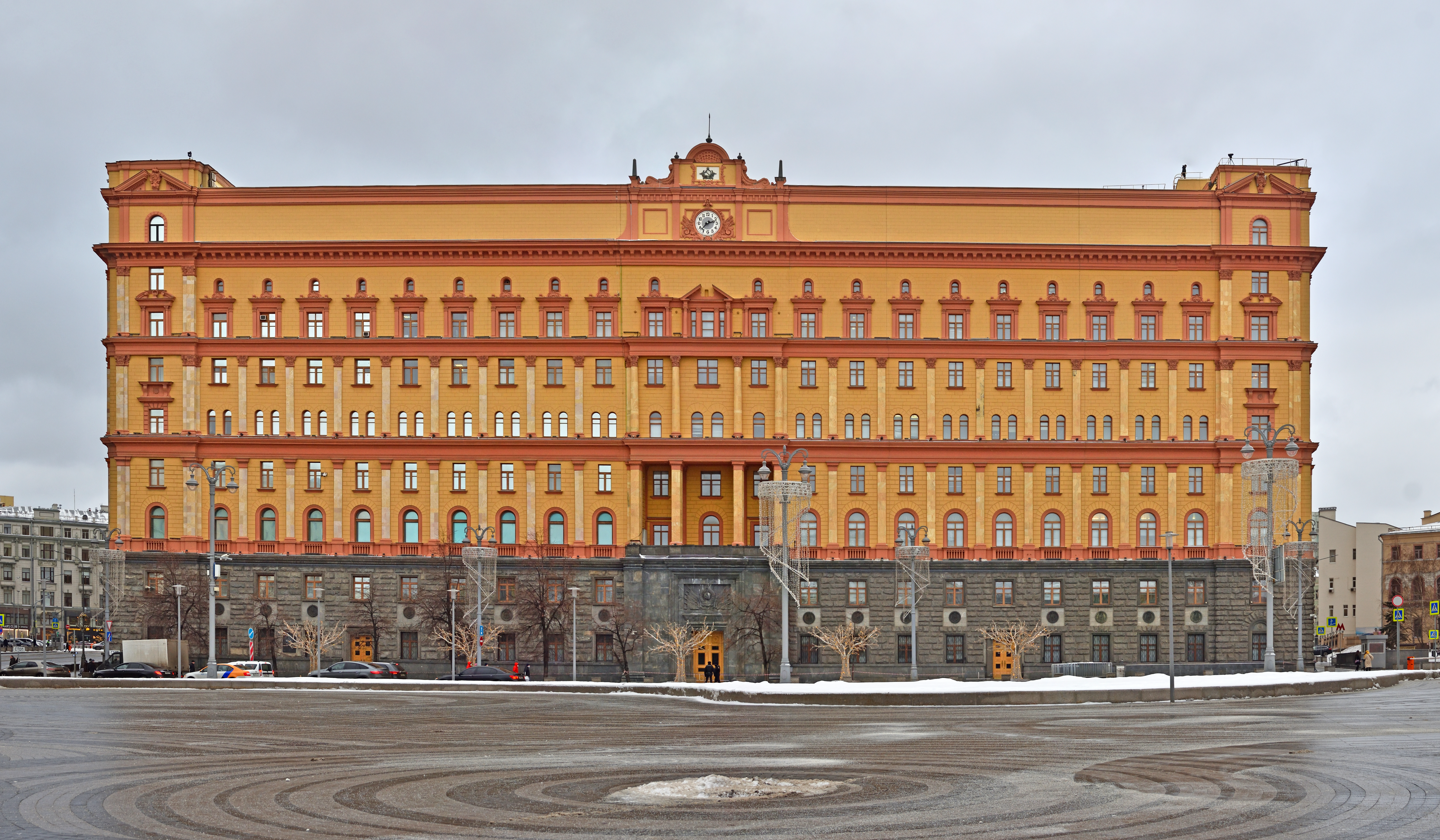
Die Lubjanka in Moskau (2021)

Trepper kehrte im Januar 1945 nach Moskau zurück, wurde sofort verhaftet und für zehn Jahre in der Lubjanka inhaftiert. Nach seiner Freilassung schrieb er einen ausführlichen Bericht über seine Tätigkeit während des Krieges. Darin erklärte er:

„Tatsächlich trägt die Verantwortung für die Liquidierung der Berliner Gruppe die Direktion des militärischen Nachrichtendienstes in Moskau und das Zentralkomitee der illegalen Kommunistischen Partei Deutschlands.“

### Prozesse

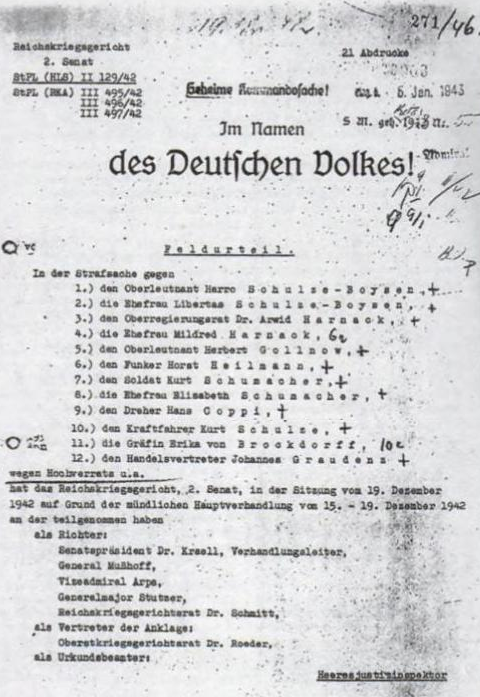
Urteil des Reichskriegsgerichts

79 der in Deutschland Verhafteten wurden auf Weisung der Reichskanzlei vor dem Reichskriegsgericht angeklagt. Dessen oberster Gerichtsherr mit weitgehenden Eingriffsrechten war Adolf Hitler, der „beschleunigte und verschärfte Bestrafung“ der Angeklagten forderte und Hermann Göring mit der Oberaufsicht über den als äußerst brisant gewerteten Fall beauftragte.
Erst am 14. Dezember 1942 erfuhren 13 der in Spandau Inhaftierten – darunter John Graudenz, Kurt Schulze, Kurt Schumacher, Horst Heilmann, Erwin Gehrts und Herbert Gollnow –, dass für den Folgetag vor dem 2. Senat des Reichskriegsgerichts ein Verhandlungstermin angesetzt wurde. Bei den folgenden Teilprozessen unterblieb jede Ankündigung. Der Vorsitzende Richter war Senatspräsident Alexander Kraell. Als Ankläger berief Hermann Göring den Obergerichtsrat Manfred Roeder, der wegen seiner scharfen Verhandlungsführung in der NSDAP als „Hitlers Spürhund“ galt, eigens für diese Prozesse an das Gericht.
Alle Verhandlungen erfolgten streng geheim. Den Angeklagten wurden Pflichtverteidiger zugewiesen, die nur kurz vor Prozessbeginn oder gar nicht mit ihnen sprechen durften; während der Verhandlung saßen sie zwölf Meter voneinander entfernt, um jede Kommunikation zu verhindern. Im Zentrum der durch unkontrollierte Gestapoverhöre vorbereiteten „Beweisführung“ stand bei allen Spionage und staatsfeindliche Tätigkeit, die als Hoch- und Landesverrat galt und mit der Todesstrafe zu ahnden war. Roeder nutzte den Prozess nicht nur für die Feststellung der Taten, sondern zur umfassenden Darstellung der privaten Beziehungen der Angeklagten, um sie als durch und durch verdorbene unmoralische Menschen vorzuführen, zu erniedrigen und zu brechen.
Darüber hinaus gab es eine Vielzahl Prozesse vor allem gegen Widerstandskämpfer in Frankreich, Belgien und den Niederlanden.

### Urteile und Hinrichtungen
Am 15. Dezember 1942, dem Eröffnungstag des ersten Prozesses, wurde auf Weisung Hitlers eine Eisenschiene mit Fleischerhaken im Hinrichtungsraum der Haftanstalt Berlin-Plötzensee angebracht. Bis dahin wurden Todesurteile von Militärgerichten durch Erschießung und die von Zivilgerichten durch Enthauptung mit dem Fallbeil vollstreckt. 1933 war durch das Gesetz über Verhängung und Vollzug der Todesstrafe das nichtöffentliche Hängen als besonders entehrende Hinrichtungsart zugelassen worden.
Die ersten elf Todesurteile wegen „Hoch- und Landesverrats“ und zwei Strafen wegen „passiver Beihilfe zum Hochverrat“ zu sechs bzw. zehn Jahren Zuchthaus ergingen am 19. Dezember und wurden Hitler am 21. Dezember vorgelegt. Er wies alle Gnadengesuche ab, hob die beiden Zuchthausstrafen auf und verwies diese Fälle an den 3. Senat des RKG zur Wiederaufnahme des Verfahrens. In den elf Fällen mit Todesurteil wurden Methode und Zeitplan der Hinrichtungen festgelegt. Am 22. Dezember von 19:00 bis 19:20 Uhr wurden im Vierminutentakt erhängt:
- Rudolf von Scheliha
- Harro Schulze-Boysen
- Arvid Harnack
- Kurt Schumacher
- John Graudenz.

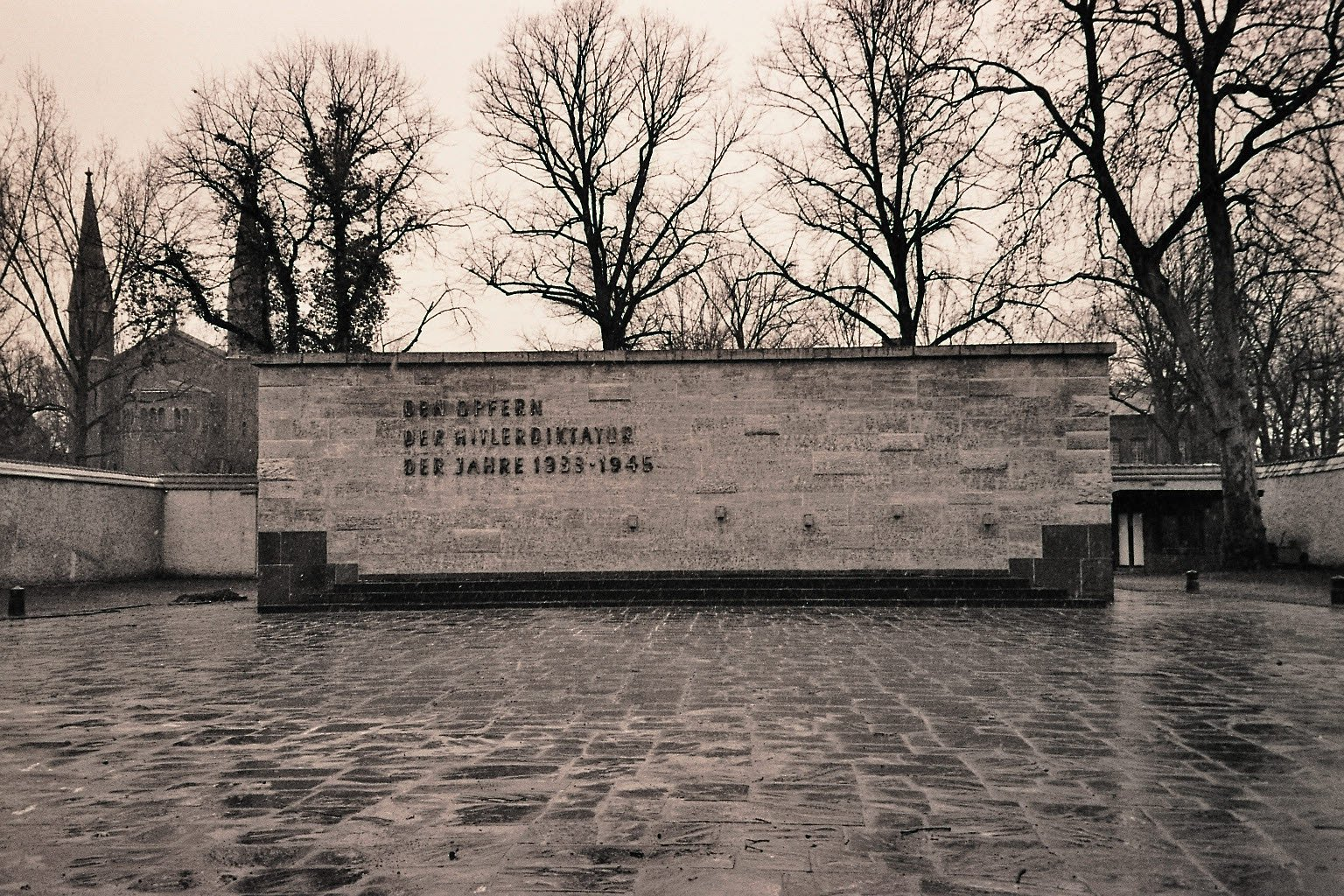
Innenhof mit Gedenkwand

Von 20:18 bis 20:33 Uhr wurden im Dreiminutentakt enthauptet:
- Horst Heilmann
- Hans Coppi
- Kurt Schulze
- Ilse Stöbe
- Libertas Schulze-Boysen
- Elisabeth Schumacher.

Bei den Hinrichtungen war Roeder als Oberstaatsanwalt anwesend. Der Gefängnispfarrer Harald Poelchau, der Hinzurichtende sonst immer begleiten durfte, wurde diesmal nicht informiert und erfuhr den Hinrichtungstermin nur zufällig am Nachmittag des 22. Dezember. Er schrieb nach 1945 das Buch Die letzten Stunden über seine Gefangenenbesuche vor der Vollstreckung.

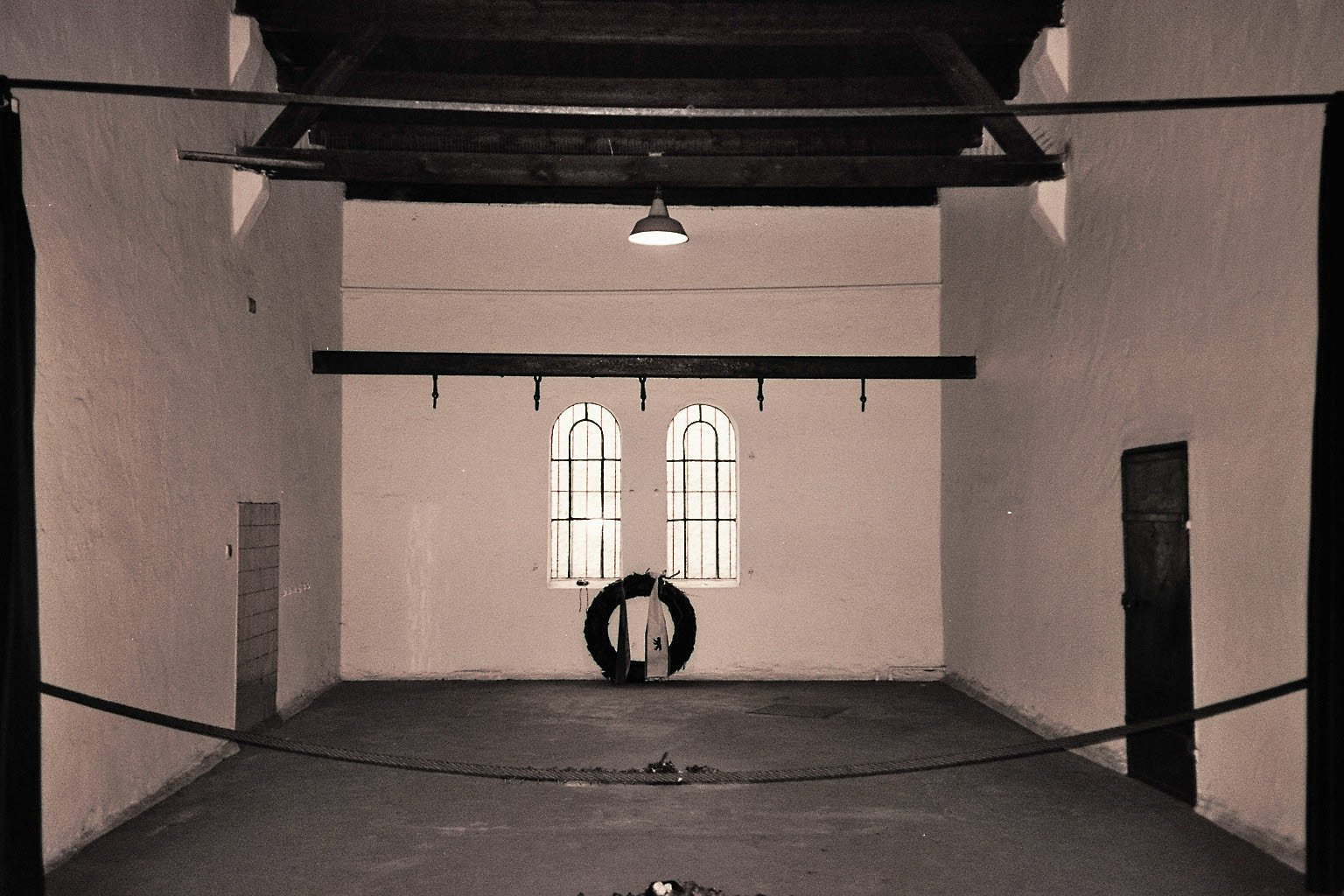
Gedenkraum mit Hinrichtungsbalken in Plötzensee

Der 3. Senat verurteilte Mildred Harnack und Erika von Brockdorff am 16. Januar 1943 ebenfalls zum Tod; Grundlage war neues Belastungsmaterial der Gestapo, das Kenntnis der Frauen von den Funksprüchen behauptete. Vom 14. bis 18. Januar 1943 verhandelte der 2. Senat die Fälle von neun weiteren Angeklagten, die an der Zettelklebeaktion beteiligt gewesen waren: Heinz Strelow, Cato Bontjes van Beek, Friedrich Rehmer, Liane Berkowitz, Ursula Götze, Otto Gollnow, Fritz Thiel, seine Ehefrau Hannelore und Prof. Dr. Werner Krauß. Bis auf die beiden Letztgenannten wurden alle wegen „Feindbegünstigung“ und „Kriegsverrat“ zum Tode verurteilt. Vom 1. bis 3. Februar wurde gegen sechs weitere Angeklagte verhandelt: Adam und Greta Kuckhoff, Adolf und Maria Grimme, Wilhelm Guddorf und Eva-Maria Buch. Das von Roeder beantragte Todesurteil für Adolf Grimme wurde auf drei Jahre Zuchthaus reduziert: Grimme konnte glaubhaft machen, das Flugblatt Agis nur einmal kurz gesehen zu haben. Seine Frau wurde ohne Auflage freigelassen. Auch Greta Kuckhoffs Todesurteil wurde später noch zu zehn Jahre Zuchthaus umgeändert, welche sie bis 1945 in den Zuchthäusern Cottbus und Waldheim verbrachte.
Von den übrigen Inhaftierten wurden 76 zum Tod verurteilt, 13 davon vom Volksgerichtshof; die übrigen 50 zu Zuchthausstrafen. Vier Männer unter den Angeklagten begingen in der Haft Selbstmord, fünf wurden ohne Verfahren ermordet. Etwa 65 Todesurteile wurden vollstreckt.

## Rezeption nach Kriegsende
Hans Scholl und Alexander Schmorell von der Münchner Widerstandsgruppe Weiße Rose besuchten, nach der Vermittlung durch Lilo Ramdohr, im November 1942 Falk Harnack in Chemnitz, als sein zwölf Jahre älterer Bruder Arvid schon inhaftiert war. Sie wollten ihn zur Mitarbeit gewinnen und suchten über ihn Verbündete in den Berliner Widerstandskreisen. Harnack führte in ihrem Auftrag Ende 1942 Kontaktgespräche mit seinen Vettern Klaus und Dietrich Bonhoeffer, um deren direkte Begegnung mit Hans Scholl vorzubereiten. Im Frühjahr 1943 trafen vier Mitglieder der Weißen Rose ihn erneut in München, erhielten aber keine klare Zusage seiner Mitarbeit. Nach Enttarnung der Weißen Rose wurde Falk verhaftet, jedoch aus Mangel an Beweisen freigesprochen.

### Deutsche Zeitzeugen
In den ersten Nachkriegsjahren wurden Leistung und Vorbild des Schulze-Boysen/Harnack-Kreises vorbehaltlos als wichtiger Teil des deutschen Widerstandes gegen den Nationalsozialismus anerkannt. Fabian von Schlabrendorff würdigte in seinem Buch Offiziere gegen Hitler zum Attentat vom 20. Juli 1944 (1946) auch die als Mitglieder der Roten Kapelle hingerichteten Deutschen. Rudolf Pechel führte sie in seinem Buch Deutscher Widerstand (1946) gleichberechtigt auf. Ricarda Huch rief 1946 öffentlich zu Beiträgen für ihre geplante Biografiensammlung von hingerichteten Widerstandskämpfern auf (Für die Märtyrer der Freiheit). Sie nannte die Männer und Frauen der Roten Kapelle an vorderster Stelle. Günther Weisenborn setzte ihre Sammlung fort und gab sie 1953 heraus (Der lautlose Aufstand).
Am 22. September 1946 gedachten etwa 10.000 Bürger im Berliner Lustgarten der Opfer des Nationalsozialismus. Dabei wurden sieben Berliner Widerstandsgruppen, darunter die Schulze-Boysen/Harnack-Gruppe, öffentlich geehrt. Günther Weisenborn hielt im Berliner Hebbel-Theater eine vielbeachtete Rede über die deutsche Widerstandsbewegung.
Hinzu kamen erste Veröffentlichungen von Angehörigen, Bekannten, Mitstreitern und Überlebenden, die bis heute als historische Primärquellen gelten (siehe Literatur: Dokumente, Zeitzeugnisse, Biografien). Die Überlebende Greta Kuckhoff beschrieb 1948 den Februarprozess gegen Mitglieder der Roten Kapelle in mehreren Artikeln für die Ostberliner Zeitschriften Aufbau und Die Weltbühne.

### Westliche Geheimdienste
Westliche Geheimdienste interessierten sich für die Rote Kapelle, weil man sich Informationen über die Arbeitsweise der sowjetischen Auslandsspionage erhoffte.
Der US-Nachrichtendienst CIC legte seit August 1945 geheime Akten über die hingerichteten und überlebenden Mitglieder dieses Kreises an, die auf erhaltenen Gestapo-Akten und Verhören von ehemaligen Gestapo- und NS-Justizbeamten beruhten. Eine Hildegard Beetz aus Weimar hatte dem CIC im Juni 1945 von einem geheimen Berliner Spionagering für die Sowjetunion erzählt, über dessen Zerschlagung die Generalrichter Egon Koepsch und Manfred Roeder Auskunft geben könnten. Diese wurden daraufhin zur Fahndung ausgeschrieben.

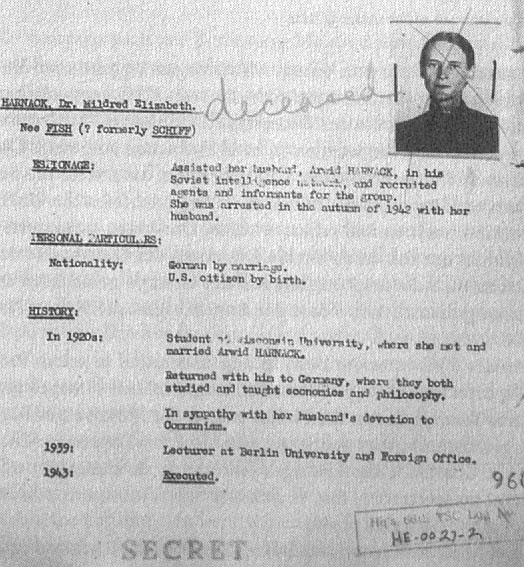
US-CIC-Akte über Mildred Harnack

Im Oktober 1945 erstellte das CIC einen Bericht, der auf Vernehmungen von Karl-Jesko von Puttkamer – der für Informationen zwischen Reichskriegsgericht und Hitler verantwortlich gewesen war – und Alexander Kraell, dem damaligen obersten Richter des 2. Senats, beruhte. Darin wurde die Rote Kapelle als sowjetischer Spionagering dargestellt. Die Verhörprotokolle der Gestapo über sie seien bei einem alliierten Luftangriff verbrannt. Schulze-Boysen habe die Geheimorganisation zentral geführt und ihre Aktivitäten mit den Pariser Funkern Treppers koordiniert; Harnack habe an ihn Anweisungen aus Moskau weitergeleitet. Sie seien „Salonbolschewisten“ gewesen. Schulze-Boysen habe nach dem Krieg eine politische Karriere in der Sowjetunion angestrebt, und Harnack habe den Kapitalismus mit dem Nationalsozialismus gleichgesetzt und den Kommunismus in Deutschland einführen wollen. Sie hätten drei Sender in Berlin besessen und deren Standorte oft gewechselt. Einen vierten Sender habe ein Fallschirmspringer gebracht. Kriegswichtige Informationen seien durch Einladung von NS-Offizieren zu Festen mit Alkohol und Sex erlangt worden. – Diese Angaben gingen noch über die Anklagen in den Prozessen von 1942/43 hinaus. Die Flugblatt- und Rettungsaktionen für Regimegegner und Juden verschwiegen die Vernommenen.
Ab Oktober 1947 wurden Manfred Roeder und Walter Huppenkothen – 1942 Führer der Gestapoabteilung IVa für Spionageabwehr – dem CIC überstellt, und ab Dezember 1947 als dessen Informanten geführt. In seinem ersten Bericht sagte Roeder aus, die Rote Kapelle sei weiter aktiv und werde von den Sowjets kontrolliert. Im Januar 1948 erstellte er einen 37-seitigen Bericht mit allen ihm bekannten Angehörigen der Roten Kapelle und deren Funktionen. Schulze-Boysen habe in der Haft fünf Kurzwellensender, feste Sendezeiten und „etwa 70 Funksendungen“ zugegeben, für die die Sowjets „namhafte Geldbeträge“ bereitgestellt hätten. Er, Roeder, habe die Todesurteile nicht abwenden können, da Hitlers „Volksschädlingsverordnung“ ihm damals keine Wahl gelassen habe. Die „zivile Justiz“ habe die Urteile vollstreckt und dazu einen „Umbau“ der Hinrichtungsstätte vorgenommen. Das Hängen sei humaner als das Fallbeil gewesen. Hitler allein sei für die Ablehnung der Gnadengesuche verantwortlich gewesen. Er habe eine summarische Verurteilung aller inhaftierten Mitglieder verlangt, gegen die das Reichskriegsgericht erfolgreich auf Einzelfallprüfung bestanden habe. Huppenkothen wies ergänzend auf Gestapo-Erfahrungen mit kommunistischer Spionage hin und fügte eine Liste der Gestapo-„Experten“ dazu bei.
Nach unbestimmter Verlängerung seiner Haft erstellte Roeder am 19. Januar 1948 einen weiteren, nun 90 Seiten starken Bericht mit erkennungsdienstlichen Fotos und Persönlichkeitsprofilen über die Rote Kapelle. Er beschrieb sie als ein über ganz Europa verteiltes Spionagenetz, das die Sowjetunion seit den 1930er Jahren zur Eroberung dieses Kontinents aufgebaut habe.
Bei Roeders Entlassung am 13. Mai 1948 schrieb das CIC-Hauptquartier an die US-Militärverwaltung, man habe nun Beweise dafür, dass überlebende Mitglieder der Roten Kapelle, die man seit Mitte 1947 beobachte, ihre wahren Absichten tarnten und gegen die Interessen der USA arbeiteten. Fotos und Persönlichkeitsprofile mit falschen Details aus Roeders Berichten und Hinweise zum Aufspüren der Überlebenden waren beigefügt. Die US-Besatzungsbehörden überprüften diese Angaben offenbar nicht.
Demgegenüber berichtete der Observer, das Organ der US-Militärregierung, anerkennend besonders über Mildred Harnack und ihre Studienzeit in Wisconsin. Nach einem ähnlich positiven Artikel der Universität von Wisconsin forderten die US-Geheimdienste das FBI auf, diese Universität zu beobachten, da sie von sowjetischen Spionen durchsetzt sein könne. Diese Schriftstücke und die Vernehmungsakten des CIC wurden erst nach dem Freedom of Information Act veröffentlicht.

### Bundesdeutsche Justiz
Adolf Grimme hatte am 15. September 1945 bei der Militärregierung der Britischen Besatzungszone in Hannover Anzeige gegen den Richter Manfred Roeder erstattet. Mit Greta Kuckhoff und Günther Weisenborn forderte er zudem den Internationalen Militärgerichtshof in Nürnberg auf, Roeder wegen Verbrechen gegen die Menschlichkeit anzuklagen. Der IMG leitete zwar ein Ermittlungsverfahren gegen Roeder ein, erhob aber keine Anklage.
Nach Roeders Haftentlassung und mehreren Haftanträgen Kuckhoffs ermittelte der Lüneburger Staatsanwalt Hans-Jürgen Finck ab 1948 gegen Roeder. Nach Einsicht in das Protokoll ihrer Aussagen nahmen die Anzeigeerstatter von dem Versuch Abstand, Roeder von der westdeutschen Justiz verurteilen zu lassen. Nach verschiedenen Auslieferungsanträgen Greta Kuckhoffs, die Roeder nun an die sowjetische oder polnische Justiz überstellen lassen wollte, stellte Finck das Ermittlungsverfahren 1951 ergebnislos ein. Das Niedersächsische Justizministerium hielt seinen Abschlussbericht jahrelang unter Verschluss, da dieser offenkundig mit Roeder in der Beurteilung der „Roten Kapelle“ übereinstimmte.
Roeders Verteidigungsstrategie war, die Spionagetätigkeit der Berliner Gruppe zu betonen und ihren Widerstand zu leugnen; so erschienen seine Todesurteile gegen angebliche Landesverräter als gerechtfertigt. Diese Deutung setzte sich in der westdeutschen Öffentlichkeit der 1950er Jahre durch und wurde auch von damals führenden westdeutschen Historikern vertreten. Seither wurde die Rote Kapelle in der Bundesrepublik Deutschland weitgehend als reine Geheimdienstorganisation dargestellt. Helmut Kohl schrieb 1987 in einem Brief an Harros Bruder Hartmut Schulze-Boysen, der deutsche Widerstand habe aus der Gruppe um Claus Schenk Graf von Stauffenberg und aus der Weißen Rose bestanden, die Rote Kapelle gehöre nicht dazu. Sie wird erst ab etwa 1990 als legitimer Teil der Opposition zu Hitler wahrgenommen, nachdem die kurzzeitig geöffneten sowjetischen Archive die Haltlosigkeit des Spionagevorwurfs erwiesen.
Mit dem Gesetz zur Aufhebung nationalsozialistischer Unrechtsurteile in der Strafrechtspflege hob der Deutsche Bundestag 1998 pauschal alle Verurteilungen der NS-Unrechtsjustiz wegen Hochverrats auf. Mit der zweiten Änderung dieses Gesetzes wurden 2009 auch die wegen „Kriegsverrats“ gefällten Urteile der NS-Justiz aufgehoben und damit alle Mitglieder der Roten Kapelle rehabilitiert.

### DDR
Ab 1949 gab es in der DDR ein Publikationsverbot für alles, was mit sowjetischen Geheimdienstaktivitäten zu tun hatte. Wer von den Berliner Widerstandskämpfern damals überhaupt Kontakte zu sowjetischen Geheimdiensten hatte und worin die Nachrichten bestanden, blieb geheim. Hier begann eine öffentliche Würdigung erst 1969 nach der Verleihung sowjetischer Militärorden, der seit 1967 eine Abstimmung zwischen dem Ministerium für Staatssicherheit (MfS) und dem sowjetischen Geheimdienst KGB vorangegangen war. Ein 1970 entstandener DEFA-Spielfilm (s. u.) und offizielle Geschichtsdarstellungen zeigten die Rote Kapelle als vom Antifaschismus der KPD abhängige, nur deshalb zu gemeinsamen Aktionen fähige Gruppe. Auch hier wurde die nachrichtendienstliche Tätigkeit überbetont, allerdings positiv gesehen. Seit den 1960er Jahren wurden sämtliche Biographien der Kapellen-Mitglieder durch das MfS angepasst, um dem eigenen Geheimdienst antifaschistische Wurzeln zu geben. Das 1979 erschienene Buch Rote Kapelle gegen Hitler des sowjetischen Autors Alexander S. Blank und des MfS-Offiziers Julius Mader wurde von Geertje Andresen als „Beispiel für manipulierte Geschichtsschreibung“ bezeichnet.

### Sowjetunion
Die Sowjetunion verschwieg den Berliner Freundeskreis zwanzig Jahre lang. Am 6. Oktober 1969 verlieh der Oberste Sowjet der UdSSR den Rotbannerorden postum an Harro Schulze-Boysen, Arvid Harnack, Adam Kuckhoff, Ilse Stöbe und Hansheinrich Kummerow. Den Orden des Vaterländischen Krieges 1. Klasse erhielten Günther Weisenborn, Karl Behrens und Albert Hößler.
Artikel in der Prawda und den Iswestija würdigten den Widerstand der so Geehrten, deuteten ihn aber nur als Bestätigung für die einigende Kraft der kommunistischen Volksfrontpolitik unter Vorherrschaft der KPD, die die einzige organisierte antifaschistische Widerstandsgruppe gewesen sei und gezielt Informationen für die Sowjetunion gesammelt habe. Dabei wurde nur auf öffentlich zugängliche westliche Quellen verwiesen, die sowjetischen Geheimdienstakten blieben unter Verschluss.
Der sowjetische Autor Juri Korolkow veröffentlichte 1974 den Roman Die innere Front über die Rote Kapelle. Im selben Jahr veröffentlichte Alexander Blank die einzige historische Untersuchung in der UdSSR zur Roten Kapelle: Im Herzen des Dritten Reiches: Aus der Geschichte der Antifaschistischen Volksfront im Untergrund. Dabei betonte er die Vielfalt ihrer Mitglieder aus verschiedenen sozialen Schichten – Arbeiter, Militärs, Bürgerliche –, die sich freiwillig ohne äußeren Zwang zusammengefunden hätten, nur geleitet von ihren humanistischen Idealen und ihrem Gewissen. Dies widersprach dem bisherigen offiziellen Geschichtsbild. Eine deutschsprachige, gemeinsam mit Julius Mader überarbeitete Fassung seines Buchs veröffentlichte Blank 1979 in der DDR.

### Historische Forschung

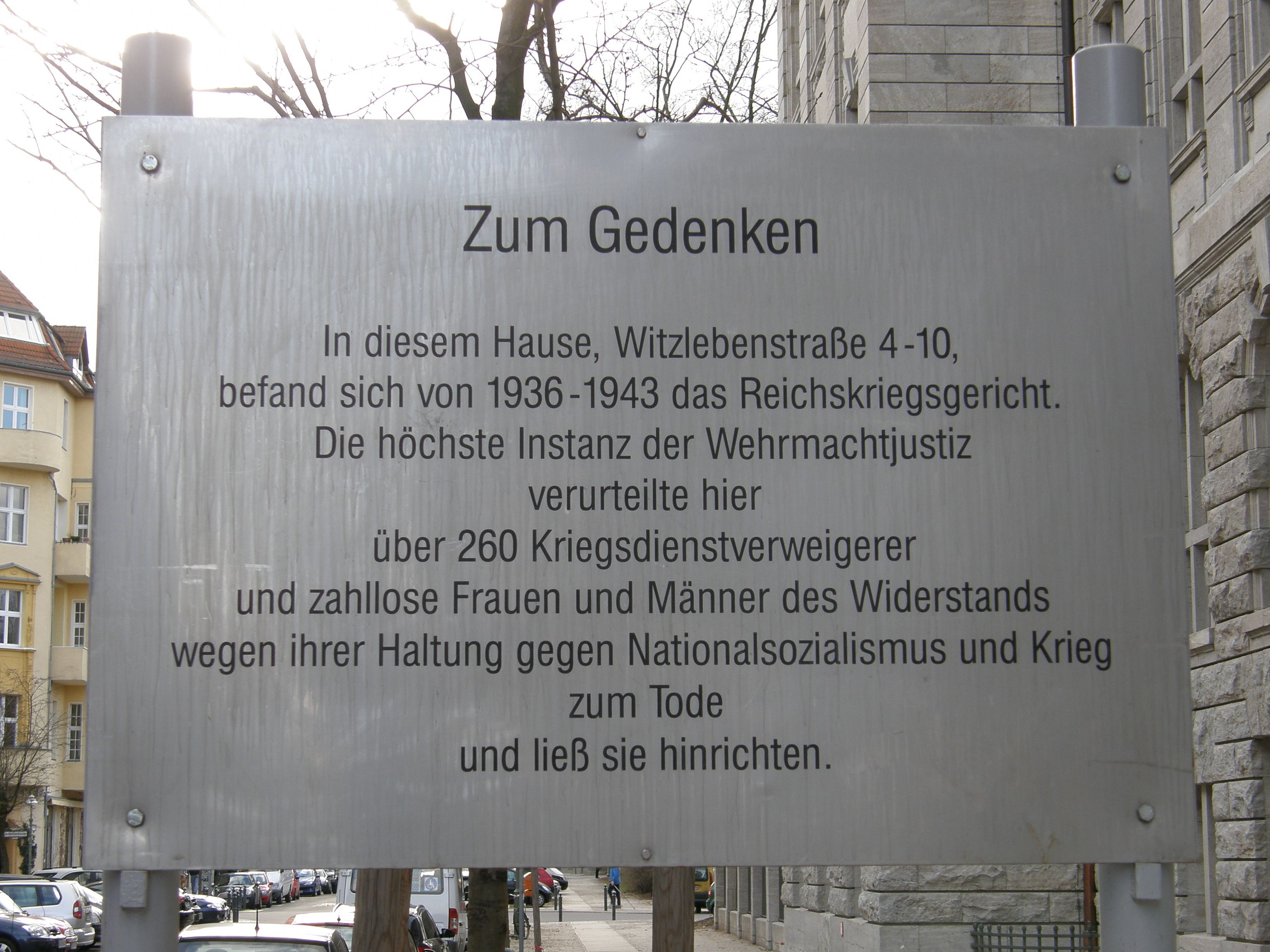
Gedenktafel für Kriegsdienstverweigerer und Widerstandskämpfer am ehemaligen Reichskriegsgericht in Berlin

Erste Versuche, Quellen zur Geschichte des deutschen Widerstandes gegen den Nationalsozialismus zu sichern, unternahmen die Zweigstellen der Vereinigung der Verfolgten des Naziregimes (VVN) in allen deutschen Besatzungszonen. 1948 dokumentierte Klaus Lehmann für die VVN in Ost-Berlin seine Informationen über die Widerstandsgruppe Schulze-Boysen/Harnack.
Nach positiven Würdigungen der unmittelbaren Nachkriegszeit beurteilten westdeutsche Historiker wie Gerhard Ritter die Rote Kapelle in den 1950er-Jahren als „seit 1940 organisierte Verschwörung“ und „Spionagebetrieb“. Die „hochgebildeten Akteure“ seien „Edelkommunisten“ gewesen, „die […] der Haß gegen Hitler […] in das kommunistische Lager geführt hatte.“ Sie seien „bis in die zentralen Dienststellen des Dritten Reiches“ eingedrungen und hätten „sich bedingungslos dem Landesfeind als höchst gefährliche Werkzeuge zur Verfügung gestellt“:

„Die Organisation der ganzen Gruppe reichte bis nach Paris, Belgien und Holland; sie wurde von Moskau aus in verschlüsselten Radiosendungen über Paris und Brüssel gesteuert.“

Sie hätten die Rote Armee „laufend“ mit wichtigen militärischen Informationen versorgt:

„[…] nicht nur über den Stand der Rüstungsproduktion, sondern sogar über Angriffspläne und Unternehmungen hinter der feindlichen Front unter hemmungsloser Ausnutzung amtlich erworbener Spezialkenntnisse.“

Dabei hätten sie mit russischen Agenten, Sendern und Codes gearbeitet. Damit rechtfertigte er ihre Ermordung:

„Erst im August 1942 gelang es der Kriminalpolizei, die Hauptanstifter zu fassen und das ganze Komplott aufzudecken. Der Prozeß vor dem Reichskriegsgericht, in einwandfreier Form durchgeführt, konnte nicht anders als mit einer Massenhinrichtung enden.“

Dieses Bild blieb in den Grundzügen auch in den 1960er Jahren bestimmend, als neue Veröffentlichungen von Gilles Perrault und dem damaligen Spiegel-Redakteur Heinz Höhne hinzu kamen. Perrault untersuchte vor allem die westeuropäischen Widerstandszellen. Höhne berief sich auf den ehemaligen Funkabwehroffizier Wilhelm Flicke, der eine Sammlung von 500 Funksprüchen der Berliner Widerständler zu besitzen behauptete. Flicke hatte jedoch zwischen 1942 und 1943 zu einer anderen Funkabwehrabteilung gehört und erst 1944 von der Roten Kapelle erfahren. Er veröffentlichte 1949 und 1954 zwei Bücher über diese, die heute als Sensations- und Kolportageromane ohne Quellenbasis gelten.
Der Historiker Peter Steinbach und der Gestalter Hans Peter Hoch erhielten 1983 einen Auftrag des damaligen Regierenden Bürgermeisters von Berlin Richard von Weizsäcker, den deutschen Widerstand gegen den Nationalsozialismus in seiner Vielfalt vollständig zu dokumentieren. 1989 richtete die Gedenkstätte Deutscher Widerstand (GDW) dazu eine ständige Ausstellung ein.
Dies führte auch zu einer intensivierten Forschung über die Rote Kapelle. Doch erst mit dem Ende des Ostblocks und der Sowjetunion 1990 konnten Dokumente aus sowjetischen Archiven eingesehen und ausgewertet werden, die eine ideologiefreie Betrachtung des Widerstands dieser Kreise ermöglichten. Hans Coppi, Boris L. Chawkin und Jurij N. Zorja machten 2002 erstmals viele Originaldokumente aus russischen Archiven öffentlich, die die Legende widerlegten, die Harnack/Schulze-Boysen-Gruppe sei eine Spionageorganisation gewesen.
2010 erschien eine Studie der amerikanischen Politikwissenschaftlerin Anne Nelson in Buchform. Nelson kommt zu den Schlüssen:
- die Mitglieder verstanden sich als Widerständler und Aufklärer nach innen – nicht als Agentenring.
- Als historisches Vorbild wurde die „Rote Kapelle“ vom Ministerium für Staatssicherheit (DDR) aufgebaut; dieses manipulierte die Geschichte so, dass sie in die verordnete deutsch-sowjetische Freundschaft passte und die eigene Spitzeltätigkeit als antifaschistisch legitimierte.

Auch Johannes Tuchel, Leiter der Gedenkstätte Deutscher Widerstand, konstatiert eine „verblüffende Übereinstimmung“ der Rezeptionen in Ost und West. Beide Seiten hätten im Kalten Krieg die „Konstrukte der Geheimen Staatspolizei“ (Gestapo) weitertransportiert und so das Vermächtnis einer Gruppe verfälscht, die „einige der beeindruckendsten Dokumente des Widerstands“ hinterlassen habe, zum Beispiel die Agis-Flugschrift.

### Würdigung durch Karl Barth
Eine seltene Ausnahme zur westdeutschen Beurteilung der 1950er Jahre vertrat der evangelische Schweizer Theologe Karl Barth: Er erklärte die Rote Kapelle wegen ihrer Offenheit für Menschen aus verschiedenen sozialen Schichten, ihrer Bemühungen zum Schutz von Juden und zur rechtzeitigen Aufklärung über Kriegspläne der Nationalsozialisten zum Vorbild auch des kirchlichen Widerstands. In seiner Rede zum Volkstrauertag 1954 in Wiesbaden vor der Hessischen Landesregierung führte er dazu aus:

„Und man sollte, ob es uns heute paßt oder nicht, nicht verschweigen, daß es da immerhin auch eine ‚Rote Kapelle‘ gegeben hat: Kommunisten, die faktisch auch in diesem Kampf standen und auch als Opfer des Nationalsozialismus gefallen sind. Welches Geistes Kinder diese alle auch waren und wie man auch von ihren besonderen Absichten und deren Ausführungen heute denken mag: Sie wollten damals nicht dabei sein bei dem, was die Nationalsozialisten wollten, sie wollten ihrem verderbten und verderblichen Regiment eine Grenze setzen, ein Ende machen. […] Hätten sie Erfolg gehabt, so hätte das bedeuten können, daß ein ganz großes Maß weiterer menschlicher und auch materieller Opfer nicht mehr hätte gebracht werden müssen. Sie hatten keinen Erfolg. Und das lag nicht nur an ihnen, sondern doch auch daran, daß in Deutschland so wenige, bevor es etwa ungefährlich wurde, entschlossen und hilfreich neben sie treten wollten und daß ihnen von außen so gar kein Verständnis und keine sinnvolle Unterstützung zuteil wurde.“

Diese und andere Redepassagen riefen damals bei den Zuhörern Empörung und Ablehnung hervor.

### Malerei
Der Hagener Maler Carl Baumann lernte während seines Studiums an der Akademie der bildenden Künste in Berlin Mitglieder der Widerstandsgruppe kennen. 1941 entstand sein Bild Rote Kapelle Berlin. Das Gemälde hängt im Westfälischen Landesmuseum in Münster und zeigt Harro Schulze-Boysen, Walter Küchenmeister und Kurt Schumacher. Im Hintergrund, die drei beobachtend, der Maler selbst. Es ist ein „Werk jener neuen Gegenständlichkeit, die in den dreißiger Jahren die Neue Sachlichkeit ablöste und manchmal Züge aufwies, wie sie dem magischen Realismus eigen waren“.

### Filme

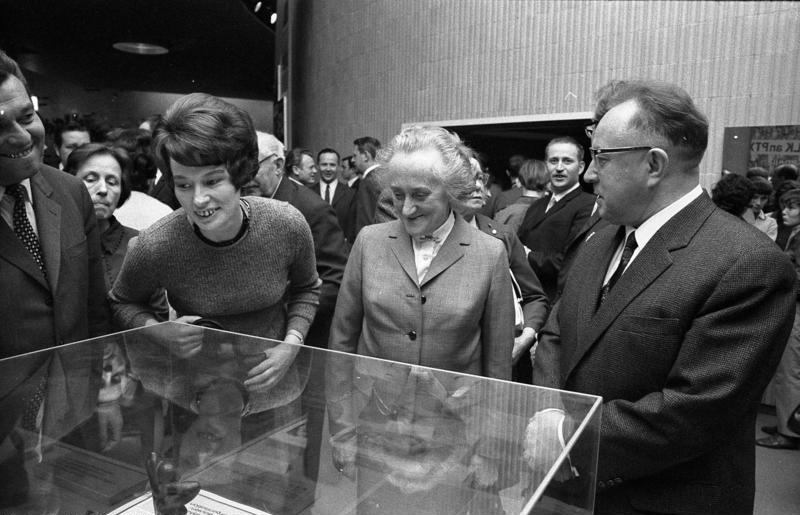
Greta Kuckhoff und Erich Mielke bei der Premiere des DEFA-Filmes KLK an PTX – Die Rote Kapelle

- 1970 drehte die DEFA den Film KLK an PTX – Die Rote Kapelle unter der Regie von Horst E. Brandt nach einem Drehbuch von Wera und Claus Küchenmeister. Das Ehepaar Harnack spielten Horst Drinda und Irma Münch, Horst Schulze und Barbara Adolph spielten Adam und Greta Kuckhoff, Klaus Piontek und Jutta Wachowiak spielten Harro und Libertas Schulze-Boysen.[81]
- 1972 gab es in der ARD die mehrteilige TV-Serie Die rote Kapelle von Franz Peter Wirth nach einem Drehbuch von Peter Adler und Hans Gottschalk.[82]
- 1988 erschien in Frankreich der Film L'Orchestre rouge von Jacques Rouffio nach einem Drehbuch von Gilles Perrault.[83]
- 1989 erschien der Film Stalingrad von Juri Oserow, in dem die Spionagetätigkeit der Roten Kapelle einen von mehreren Handlungssträngen darstellt.
- 2003 korrigierte der Film Die Rote Kapelle von Stefan Roloff zum ersten Mal das vom Kalten Krieg geformte Bild und erzählte die wahre Geschichte der Widerstandsgruppe durch Interviews mit Überlebenden und Zeitzeugen. Er wurde in der Gedenkstätte Deutscher Widerstand uraufgeführt, gefolgt von Kinovorführungen, u. a. in Berlin und New York, wo er von den US Women Critics zum besten ausländischen Film 2005 nominiert wurde.[84]
- 2016 entstand der Dokumentarfilm Die guten Feinde. Mein Vater, die Rote Kapelle und ich[85][86] von Christian Weisenborn, der als filmische Biographie aus privatem Filmmaterial, Brief- und Tagebuchauszügen sowie Interviews mit Angehörigen und Autoren besteht.[87] Er verwendet viel Aufmerksamkeit auf die Darstellung der Perspektive der Frauen in der Widerstandsgruppe und erinnert daran, dass die Geschichte des Widerstands noch immer vor allem als eine von Männern im Widerstand erzählt wird.[88]
- 2021 kam der Dokumentarfilm Die Rote Kapelle von Carl-Ludwig Rettinger (Drehbuch, Regie) in die Kinos. Mithilfe aktueller Forschungsergebnisse und Zeitzeugeninterviews wird die Geschichte um die Gruppierungen neu beleuchtet.[89]
- 2024 wurde mit In Liebe, Eure Hilde des Regisseurs Andreas Dresen die Geschichte von Hilde Coppi und Hans Coppi ab dem Jahr 1942 veröffentlicht.

### Schulen
- In Berlin-Lichtenberg befindet sich die Mildred-Harnack-Schule.
- In Berlin-Karlshorst das Hans-und-Hilde-Coppi-Gymnasium.
- In Achim bei Bremen das Cato Bontjes van Beek-Gymnasium.
- In Leipzig-Grünau war von 1983 bis 1990 eine Schule nach Adam Kuckhoff benannt.
- In Goslar die Adolf-Grimme-Gesamtschule.
- Die Grund- und Oberschule in Löwenberg trägt den Namen Libertasschule.

### Sonstige Ehrungen

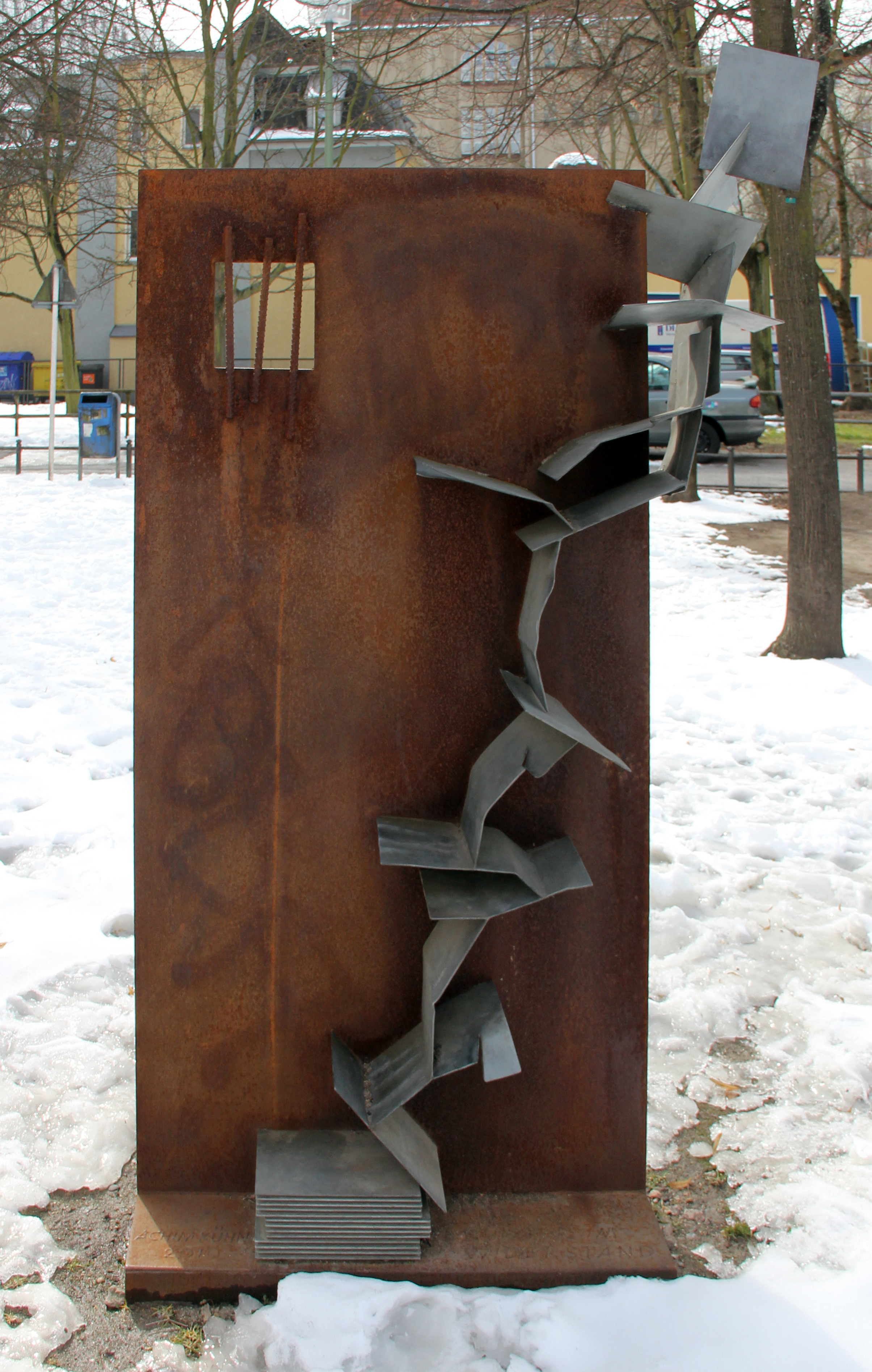
Skulptur von Achim Kühn, 2010, Schulze-Boysen-Straße 12, in Berlin-Lichtenberg (2013)

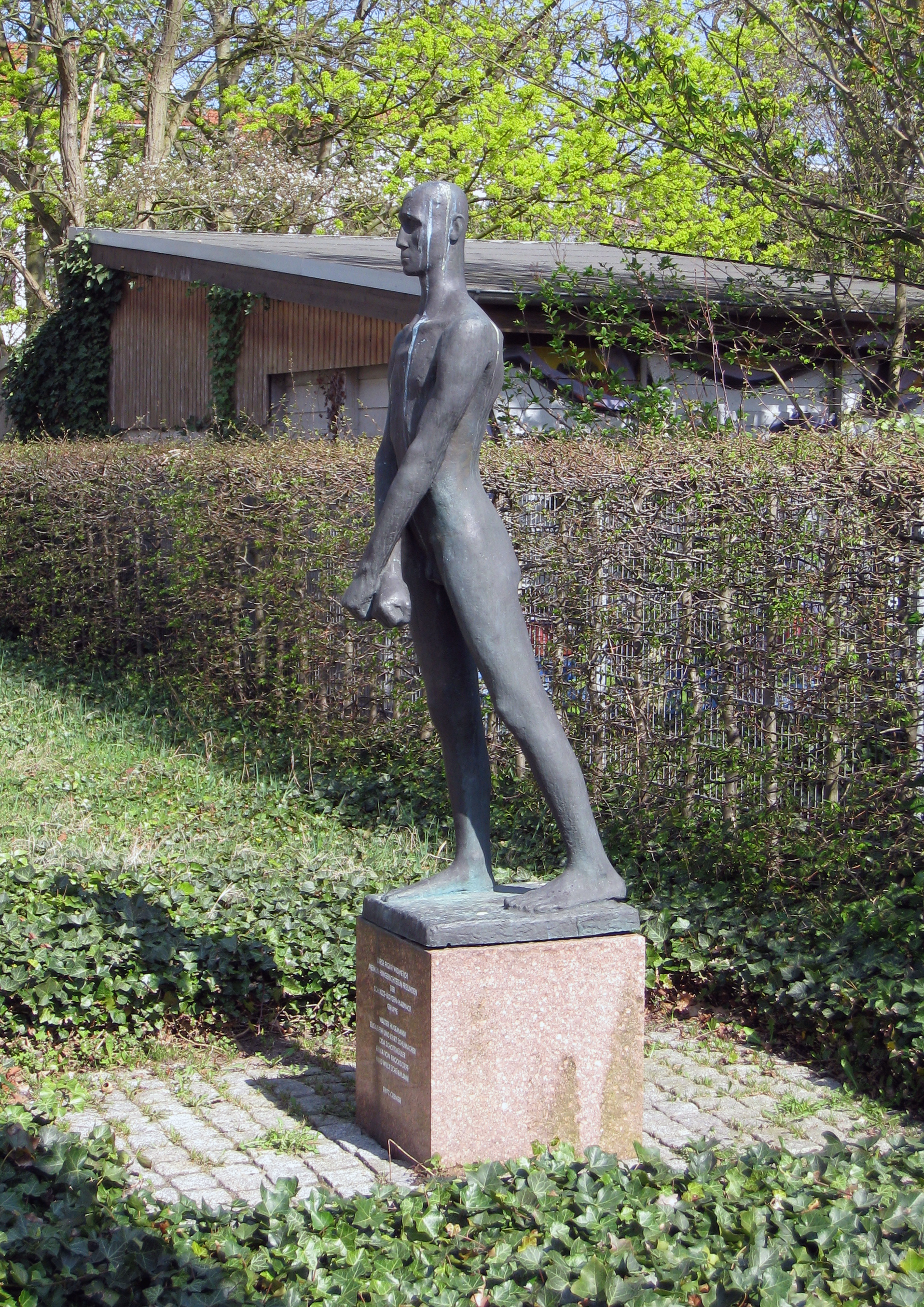
Freiheitskämpfer von Fritz Cremer (2009)

- Im Berliner Stadtteil Lichtenberg sind Anfang der 1970er Jahre des in der DDR neu geschaffenen Wohngebiets Frankfurter Allee Süd mehrere Straßen nach Mitgliedern der Widerstandsgruppe benannt worden, wie die Schulze-Boysen-Straße.
- Im Eschtaol-Wald in der israelischen Schfelah besteht seit 1983 die Gedenkstätte für die Rote Kapelle (Eschtaol-Wald)
- Seit 1984 steht in Bremen in der Nähe der Ostertorwache ein Nachguss der Skulptur Freiheitskämpfer von Fritz Cremer, die den Widerstandskämpfern der Roten Kapelle gewidmet ist.
- Der Asteroid (7700) Rote Kapelle ist nach der Widerstandsgruppe benannt.
- Im ersten Halbjahr 2025 wurde eine Einzelperson (möglicherweise eine Gruppe) bekannt, die unter diesem Namen im Internet angebliche rechtsradikale Personen durch Denunzierungsemails und Drohanrufe anzuprangern versuchte. Ob dadurch dieser Gruppe eine „Ehrung“ zuteilwurde, ist nicht bekannt, aber mindestens der Name wird wieder verwendet.